# Austria na Zimowych Igrzyskach Olimpijskich 2010

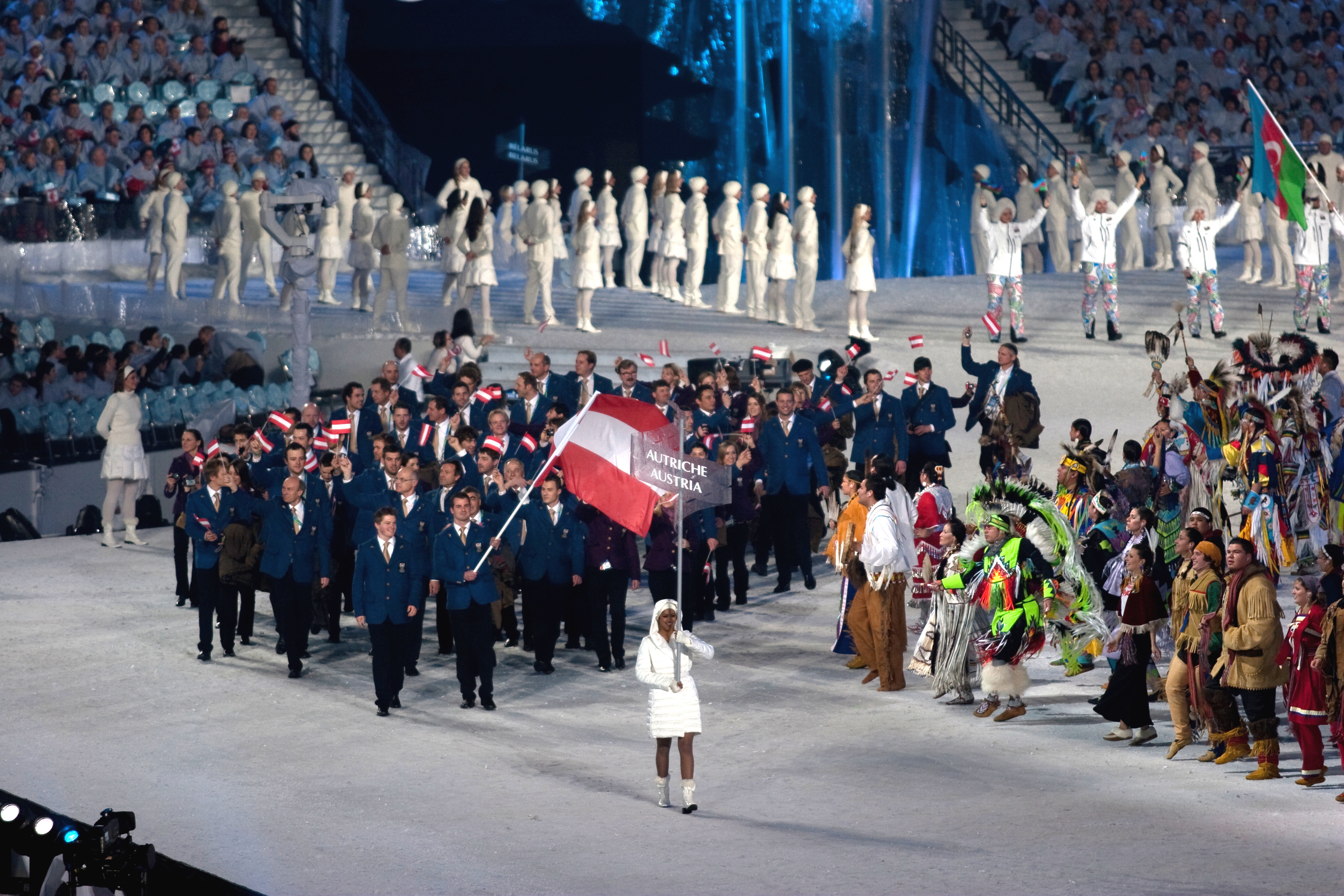
Reprezentacja Austrii podczas ceremonii otwarcia igrzysk olimpijskich w Vancouver

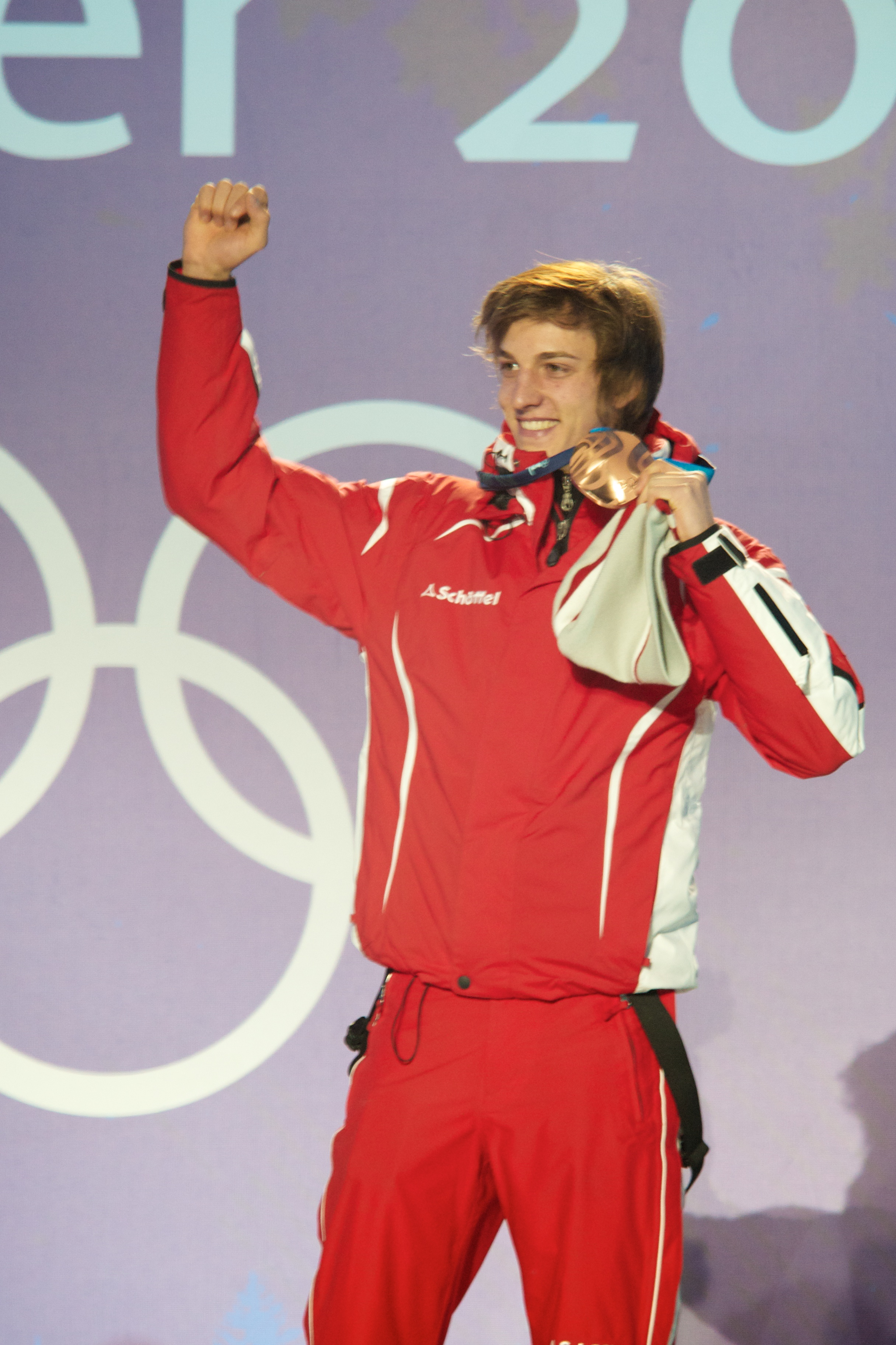
Gregor Schlierenzauer – trzykrotny medalista olimpijski w skokach narciarskich podczas igrzysk w Vancouver

Austria na Zimowych Igrzyskach Olimpijskich 2010 – występ kadry sportowców reprezentujących Austrię na igrzyskach w 2010 roku w Vancouver.
W reprezentacji znalazło się 82 zawodników – 55 mężczyzn i 27 kobiet. Wzięli oni udział w 43 konkurencjach w trzynastu dyscyplinach sportowych. Austriacy nie uczestniczyli jedynie w dwóch dyscyplinach zespołowych – curlingu i hokeju na lodzie.
Spośród powołanych zawodników, 75 sportowców (49 mężczyzn i 26 kobiet) wystąpiło przynajmniej w jednej konkurencji. Dla 37 z nich występ w Vancouver był zarazem debiutem olimpijskim. Największą liczbę debiutantów stanowili narciarze alpejscy – dziesięciu. Ponadto pierwszy olimpijski start zaliczyło siedmioro narciarzy dowolnych, sześcioro snowboardzistów, trzech bobsleistów, dwóch biathlonistów, dwóch kombinatorów norweskich, dwóch saneczkarzy, a także po jednym reprezentancie w biegach narciarskich, łyżwiarstwie figurowym, short tracku, skeletonie i skokach narciarskich.
Reprezentanci Austrii zdobyli w Vancouver szesnaście medali – cztery złote, sześć srebrnych i sześć brązowych. Mistrzami olimpijskimi zostali skoczkowie narciarscy (Andreas Kofler, Wolfgang Loitzl, Thomas Morgenstern i Gregor Schlierenzauer) i dwuboiści klasyczni (Mario Stecher, Felix Gottwald, David Kreiner i Bernhard Gruber) w konkursach drużynowych, Wolfgang i Andreas Linger w saneczkarskich dwójkach mężczyzn oraz Andrea Fischbacher w supergigancie kobiet. Najbardziej utytułowanym austriackim zawodnikiem podczas tych igrzysk został Gregor Schlierenzauer, który zdobył trzy medale (jeden złoty i dwa brązowe). Dwa medale (złoty i brązowy) wywalczył ponadto Bernhard Gruber.
Austriacy zdobyli medale w siedmiu dyscyplinach sportowych – narciarstwie alpejskim, saneczkarstwie, skokach narciarskich, kombinacji norweskiej, biathlonie, snowboardingu i narciarstwie dowolnym. Najwięcej, cztery medale, uzyskali alpejczycy.
Najmłodszą reprezentantką w kadrze była łyżwiarka figurowa Miriam Ziegler (w dniu otwarcia igrzysk miała 15 lat i 331 dni), natomiast najstarszą – narciarka dowolna Katharina Gutensohn (43 lata i 328 dni). Gutensohn uczestniczyła w igrzyskach olimpijskich w latach 1992–1998 i powróciła po dwunastu latach przerwy od startów olimpijskich. Chorążymi reprezentacji podczas ceremonii otwarcia igrzysk byli saneczkarze – Wolfgang i Andreas Linger, a podczas ceremonii zamknięcia – saneczkarka Nina Reithmayer.
Był to 21. start Austrii na zimowych igrzyskach olimpijskich. Austriacy uczestniczą w zimowej edycji igrzysk nieprzerwanie od pierwszych igrzysk w 1924 roku.

## Tło startu

### Występy na poprzednich igrzyskach

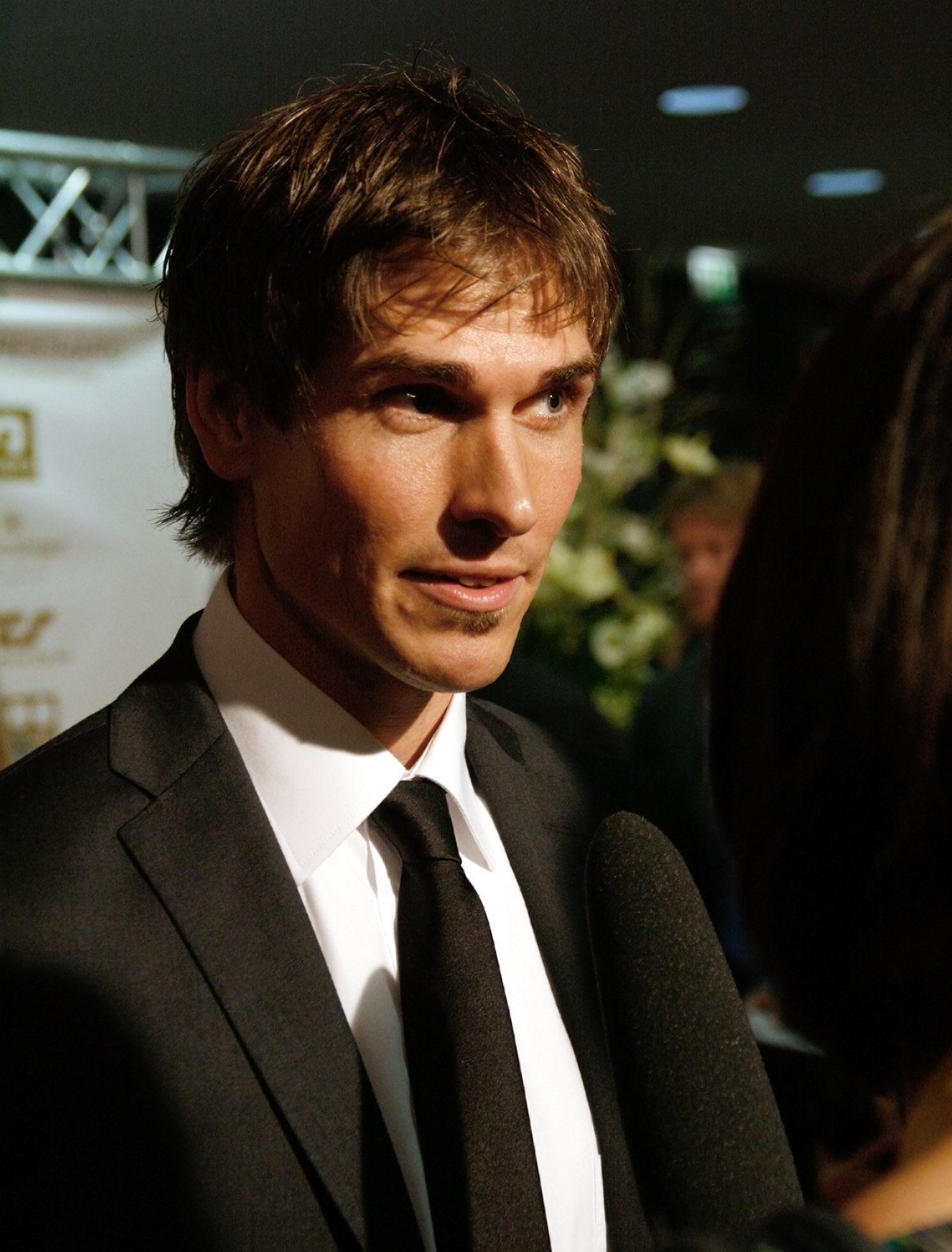
Felix Gottwald – trzykrotny medalista olimpijski w kombinacji norweskiej podczas igrzysk w Turynie

Austriacki Komitet Olimpijski został powołany w 1908 roku, a cztery lata później został oficjalnie uznany przez Międzynarodowy Komitet Olimpijski. W zimowych igrzyskach olimpijskich reprezentanci Austrii wystąpili już podczas pierwszej ich edycji w 1924 roku i startowali nieprzerwanie w każdych igrzyskach.
W latach 1924–2006 Austriacy na zimowych igrzyskach zdobyli 185 medali olimpijskich (51 złotych, 64 srebrne i 70 brązowych), z czego 101 (30 złotych, 34 srebrne i 37 brązowych) w narciarstwie alpejskim. Spośród trzynastu dyscyplin sportowych, w których wystartowali przynajmniej raz, we wszystkich poza hokejem na lodzie wywalczyli co najmniej jeden medal olimpijski.
Najliczniejsza austriacka reprezentacja na zimowych igrzyskach składała się z 96 sportowców, którzy uczestniczyli w zawodach olimpijskich w 1998 roku w Nagano. W 2002 roku w Salt Lake City kadra austriacka liczyła 90, a w 1964 roku w Innsbrucku – 83 osoby.
Podczas poprzednich zimowych igrzysk w Turynie reprezentanci Austrii zdobyli 23 medale – 9 złotych, 7 srebrnych i 7 brązowych. Był to najlepszy wynik Austriaków zarówno jeśli chodzi o łączną liczbę medali, jak i o liczbę medali złotych. W Turynie po dwa złote medale zdobyli: Felix Gottwald (kombinacja norweska), Michaela Dorfmeister (narciarstwo alpejskie), Thomas Morgenstern (skoki narciarskie) i Benjamin Raich (narciarstwo alpejskie). Gottwald wywalczył dodatkowo medal srebrny.

### Szanse medalowe

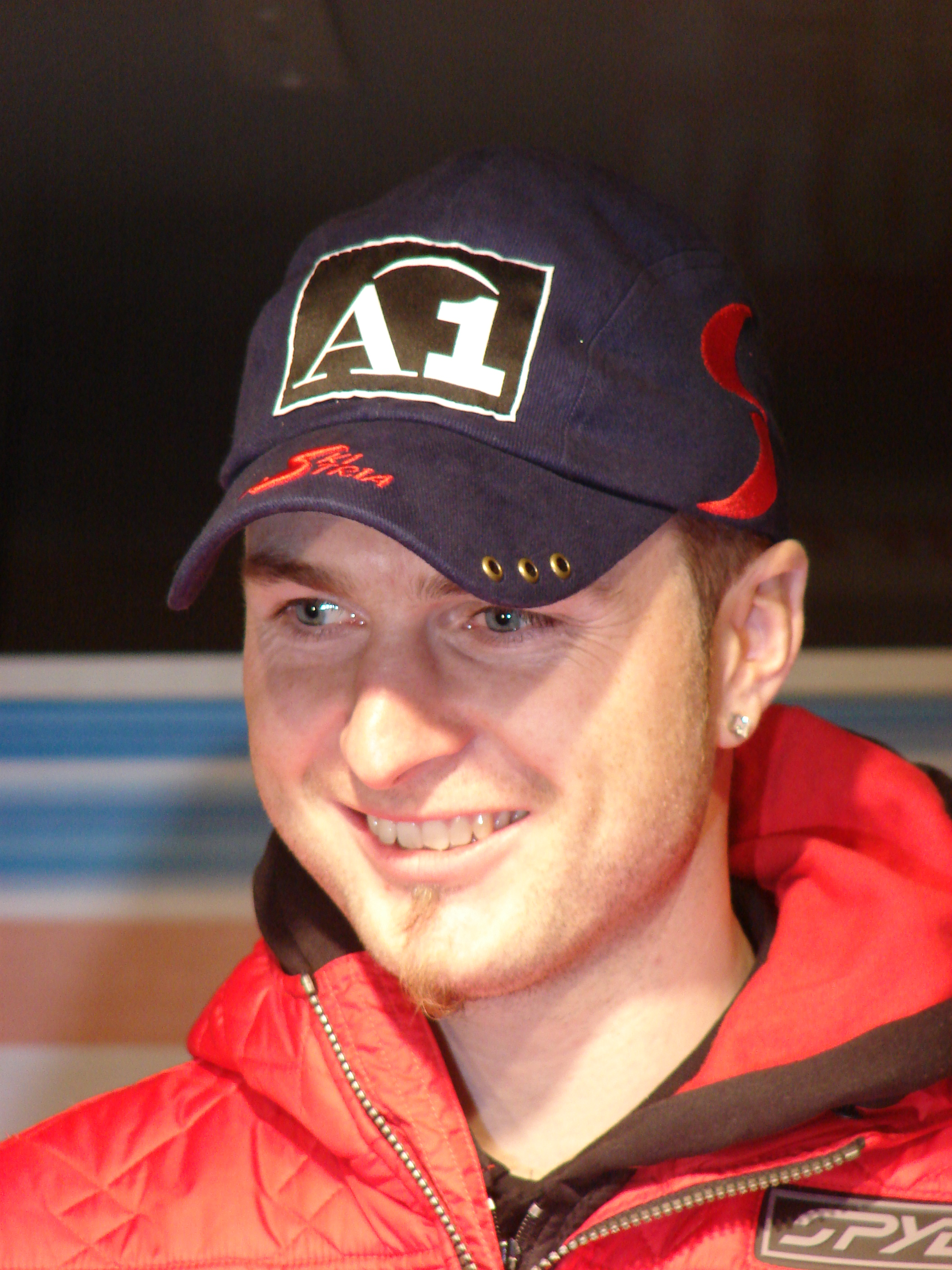
Reinfried Herbst – austriacki narciarz alpejski, jeden z faworytów do zdobycia medalu olimpijskiego w Vancouver

Wśród austriackich pretendentów do medali wymieniani byli przede wszystkim narciarze alpejscy – czterokrotny zwycięzca zawodów Pucharu Świata 2009/2010 w slalomie i wicemistrz olimpijski z Turynu – Reinfried Herbst, obrońca dwóch tytułów mistrza olimpijskiego w slalomie i slalomie gigancie – Benjamin Raich, dwukrotny triumfator zawodów Pucharu Świata w slalomie gigancie – Marcel Hirscher, mistrz świata w slalomie – Manfred Pranger, mistrzyni świata w superkombinacji i zwyciężczyni dwóch zawodów PŚ w sezonie olimpijskim w slalomie i slalomie gigancie – Kathrin Zettel, dwukrotna medalistka olimpijska z Turynu i zwyciężczyni dwóch konkursów PŚ w slalomie w sezonie olimpijskim – Marlies Schild. Ponadto nadzieje olimpijskie upatrywane były w wicemistrzu olimpijskim w zjeździe z Turynu, czterokrotnym medaliście mistrzostw świata i czterokrotnym zdobywcy miejsca na podium PŚ w sezonie olimpijskim w supergigancie i zjeździe – Michaelu Walchhoferze, trzykrotnym zdobywcy miejsca na podium PŚ w sezonie olimpijskim – Romedzie Baumannie, drugim zawodniku zawodów PŚ w Val Ghërdinie – Mario Scheiberze, zwyciężczyni zawodów PŚ w supergigancie w Lake Louise – Elisabeth Görgl, brązowej medalistce mistrzostw świata w supergigancie i zdobywczyni drugiego miejsca w zawodach PŚ w supergigancie w Sankt Moritz – Andrei Fischbacher oraz multimedalistce mistrzostw świata juniorek – Annie Fenninger.
Wśród narciarzy klasycznych faworytów do medali upatrywano w skoczkach narciarskich, z uwagi na ich dominację w sezonie olimpijskim, zwłaszcza w konkursie drużynowym. W indywidualnych konkursach skoków pretendentami do medalu byli zwycięzca ośmiu konkursów PŚ w sezonie olimpijskim i triumfator klasyfikacji w poprzednim sezonie – Gregor Schlierenzauer i obrońcy tytułów mistrzowskich – Thomas Morgenstern i Andreas Kofler. W konkursie na normalnej skoczni jednym z faworytów był ponadto mistrz świata z Liberca – Wolfgang Loitzl. W rywalizacji dwuboistów klasycznych szanse medalowe przewidywano głównie w zawodach drużynowych w składzie z trzykrotnym medalistą poprzednich igrzysk i kilkukrotnym zdobywcy miejsca na podium Pucharu Świata w sezonie 2009/2010 – Felixem Gottwaldem oraz mistrzem w drużynie i zwycięzcy jednego z konkursów PŚ w sezonie – Mario Stecherem.
W narciarstwie dowolnym austriackie nadzieje na medale wiązano z występami w skicrossie. W tej konkurencji złoty medal mistrzostw świata w 2009 roku w Inawashiro zdobył Andreas Matt, a ponadto zwyciężył i zajął drugie miejsce w ostatnich zawodach Pucharu Świata przed rozpoczęciem igrzysk. Wśród potencjalnych medalistów wymieniani byli także Thomas Zangerl – wicemistrz świata z Inawashiro oraz Patrick Koller – trzeci zawodnik zawodów Pucharu Świata w Blue Mountain w styczniu 2010 roku. Wśród kobiet szansę na medal miała Karin Huttary – wicemistrzyni świata w skicrossie i zdobywczyni trzeciego miejsca w zawodach Pucharu Świata w Les Contamines-Montjoie w styczniu 2010 roku.
W konkurencjach snowboardowych przewidywano jeden lub dwa medale olimpijskie dla Austriaków. W reprezentacji olimpijskiej znalazł się Markus Schairer – mistrz świata w snowcrossie z 2009 roku, jednak pojechał na igrzyska z niedoleczoną kontuzją żeber, co zmniejszało jego szanse na osiągnięcie dobrego rezultatu. Szanse upatrywano w Benjaminie Karlu – mistrzu świata w slalomie i Andreasie Prommeggerze – zwycięzcy zawodów Pucharu Świata w slalomie gigancie równoległym w Sudelfeld w lutym 2010 roku. Wśród kobiet przewidywano, że jedna z zawodniczek – Doris Günther, Claudia Riegler, Marion Kreiner i Ina Meschik – może awansować do wielkiego finału.
W pozostałych dyscyplinach sportowych nadzieje olimpijskie wiązano z męską sztafetą biathlonistów (głównie za sprawą trójki Christoph Sumann, Simon Eder i Daniel Mesotitsch), z dwójką saneczkarzy – obrońcami tytułu mistrzowskiego z Turynu (Andreasem i Wolfgangiem Lingerem) oraz z bobsleistą Wolfgangiem Stampferem – ósmym zawodnikiem mistrzostw świata w 2009 roku.

### Stroje olimpijczyków
Odzież dla członków austriackiej reprezentacji olimpijskiej zaprezentowana została w grudniu 2009 roku. Stroje na ceremonię otwarcia i zamknięcia igrzysk składały się z granatowych marynarek, czarnych spodni i białych koszul firmy Schneiders oraz złotych krawatów marki Romy Hubegger. Ponadto każdy z zawodników otrzymał zestaw odzieży zimowej firmy Schöffel, odzieży sportowej firmy Erima, a także wyposażenie niezbędne dla konkretnych dyscyplin sportu, np. kaski, rękawice narciarskie, obuwie marek Tecnica, Sioux i Reusch. Kobiety dostały dodatkowo torebki Utr Pöhl. Łączna wartość odzieży w przeliczeniu na jednego olimpijczyka wyniosła 3600 euro.

### Nagrody finansowe
Budżet Austriackiego Komitetu Olimpijskiego na zimowe igrzyska olimpijskie w Vancouver wyniósł między 2,7 a 2,8 miliona euro. Komitet przewidział nagrody dla medalistów igrzysk olimpijskich w Vancouver. Za zdobycie złotego medalu i tytułu mistrza olimpijskiego nagrodą były złote monety, których równowartość wyniosła ok. 27 000 euro, za medal srebrny – 21 000 euro, a za medal brązowy – 18 000 euro.

### Znaczki i monety okolicznościowe
W styczniu 2010 roku z okazji igrzysk w Vancouver Mennica Austriacka w Wiedniu wybiła serię monet okolicznościowych o wartości 5 euro każda. Monety wykonano ze srebra próby 800. Wyemitowano dwa rodzaje monet – jedna przedstawiała skoczka narciarskiego, a druga snowboardzistę. Monety zaprojektowane przez Helmuta Andexlingera i Thomasa Pesendorfera wydano nakładem 50 000 sztuk. We wrześniu 2010 roku austriacka poczta wyemitowała serię znaczków pocztowych z wizerunkiem mistrzów olimpijskich w saneczkarskich dwójkach – Andreasem i Wolfgangiem Lingerem.

## Skład reprezentacji

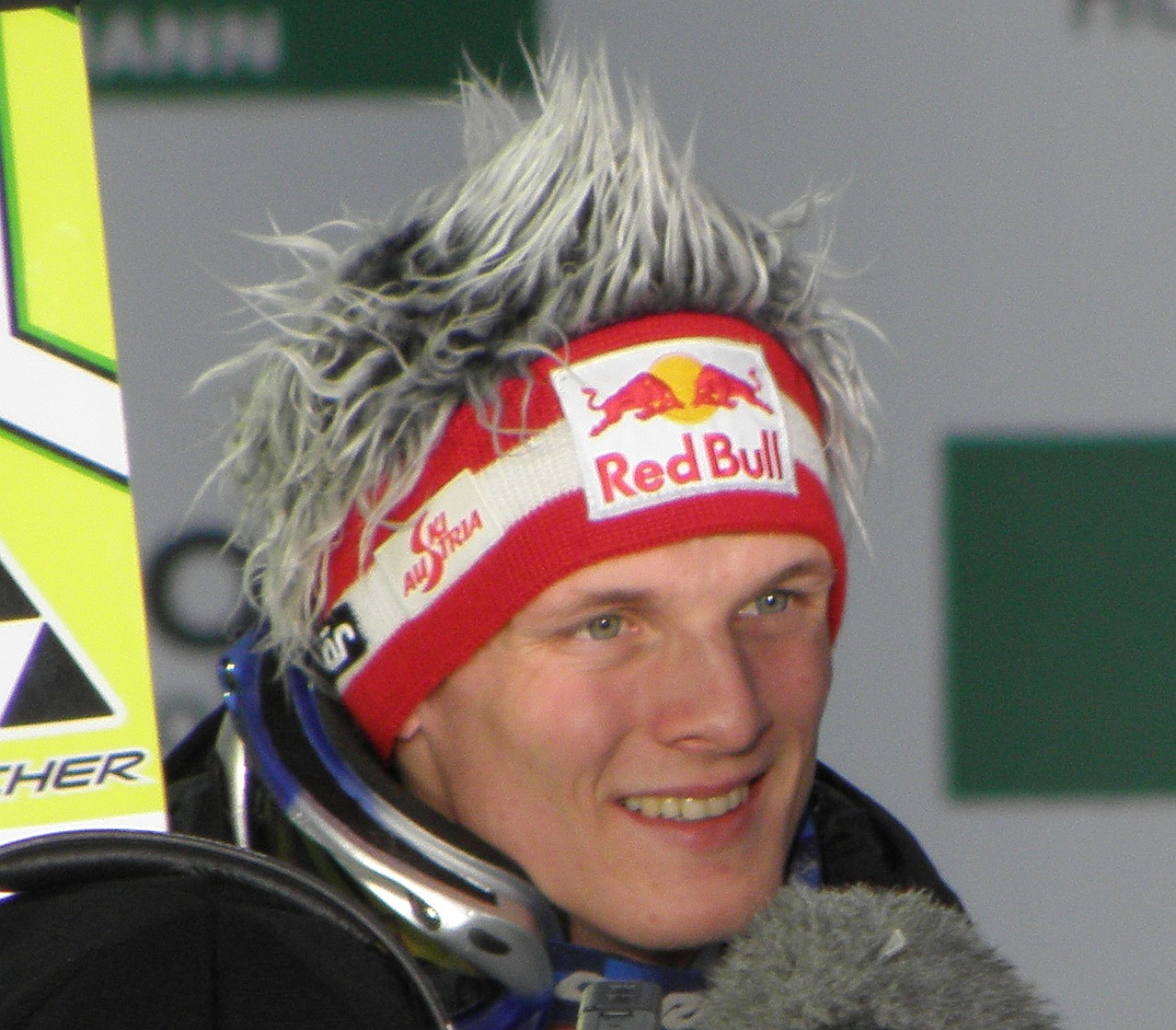
Thomas Morgenstern – dwukrotny złoty medalista olimpijski w skokach narciarskich podczas igrzysk w Turynie

Spośród piętnastu dyscyplin sportowych, które Międzynarodowy Komitet Olimpijski włączył do kalendarza igrzysk, reprezentacja Austrii wzięła udział w trzynastu – we wszystkich poza curlingiem i hokejem na lodzie. Największą część kadry stanowili narciarze alpejscy, których było 22. Ponadto czternaścioro austriackich reprezentantów wystąpiło w snowboardingu, po dziewięcioro w saneczkarstwie i narciarstwie dowolnym, po sześciu w biathlonie i bobslejach, a po pięciu w kombinacji norweskiej i skokach narciarskich. Skład uzupełniło dwoje łyżwiarzy figurowych, jedna biegaczka narciarska, jedna panczenistka, jedna specjalistka short tracku i jeden skeletonista.
W styczniu 2010 roku Austriacki Komitet Olimpijski powołał skład liczący 84 osoby, spośród których dokonał wyboru 81 olimpijczyków, tym samym eliminując troje zawodników. Ostatecznie w reprezentacji nie znaleźli się: alpejka Stefanie Köhle oraz snowboardziści Heidi Neururer i Anton Unterkofler. W oficjalnie powołanym składzie było pięciu bobsleistów, jednak z uwagi na kontuzję Martina Lachkovicsa podczas jednego z treningów dwójek na torze w Whistler oraz w związku z chorobą Jürgena Loackera, które uniemożliwiłyby występ austriackiej czwórki bobslejowej, na kilka dni przed rozpoczęciem tej konkurencji do ekipy dołączył dodatkowo 82. austriacki członek kadry olimpijskiej – Johannes Wipplinger.
Z powodu kontuzji więzadła krzyżowego na igrzyska nie pojechał Hans-Jörg Unterrainer – mistrz zimowej uniwersjady z 2005 roku i siódmy zawodnik mistrzostw świata w snowboardingu w 2009 roku.
Trzydzieścioro dziewięcioro z powołanych do kadry austriackich olimpijczyków z Vancouver wystąpiło również na poprzednich zimowych igrzyskach, które odbyły się w Turynie. Byli to przedstawiciele dziesięciu dyscyplin – biathlonu, bobslejów, kombinacji norweskiej, łyżwiarstwa figurowego, łyżwiarstwa szybkiego, narciarstwa alpejskiego, narciarstwa dowolnego, saneczkarstwa, skoków narciarskich i snowboardingu. Największą ich część stanowili alpejczycy, spośród których jedenaścioro wystąpiło zarówno w Turynie, jak i w Vancouver. W składzie znalazło się dwanaścioro medalistów olimpijskich z Turynu. Dwukrotnego złota olimpijskiego – w slalomie i slalomie gigancie – bronił Benjamin Raich. Złotego i srebrnego medalu w konkursach indywidualnych oraz złotego w konkursie drużynowym (wspólnie z Christophem Bielerem i Mario Stecherem) bronił Felix Gottwald. W skokach narciarskich tytułu mistrza olimpijskiego na skoczni dużej bronił Thomas Morgenstern, a wicemistrza na tym obiekcie – Andreas Kofler. Obaj zawodnicy wspólnie z Martinem Kochem byli również mistrzami w zawodach drużynowych. Złotego medalu w saneczkarskich dwójkach broniła para braci – Andreas Linger i Wolfgang Linger. Ponadto w reprezentacji znaleźli się: Marlies Schild (srebrna medalistka w kombinacji i brązowa w slalomie), Reinfried Herbst (srebrny medalista w slalomie) i Siegfried Grabner (brązowy medalista w slalomie gigancie równoległym).
W poniższej tabeli przedstawiono skład austriackiej reprezentacji na igrzyskach w Vancouver. W składzie uwzględniono również siedmioro sportowców, którzy byli w kadrze, jednak nie wystąpili w żadnej konkurencji. W przypadku, gdy dany zawodnik wystąpił również na poprzednich igrzyskach, podano miejsca, które zajął w poszczególnych konkurencjach.
| Biathlon (6)               |                      |                                             |                                             |                                        |                                        |                                 |                                 |         |
| Zawodnik                   | Data urodzenia       | Miejsca na ZIO 2006                         | Miejsca na ZIO 2006                         | Miejsca na ZIO 2006                    | Miejsca na ZIO 2006                    | Miejsca na ZIO 2006             | Miejsca na ZIO 2006             | Źródło  |
| Zawodnik                   | Data urodzenia       | sprint                                      | bieg pościgowy                              | bieg masowy                            | bieg indywidualny                      | sztafeta                        | sztafeta                        | Źródło  |
| Tobias Eberhard            | 12 stycznia 1985     | –                                           | –                                           | –                                      | –                                      | –                               | –                               | [ 39 ]  |
| Simon Eder                 | 23 lutego 1983       | –                                           | –                                           | –                                      | –                                      | –                               | –                               | [ 40 ]  |
| Dominik Landertinger       | 13 stycznia 1988     | –                                           | –                                           | –                                      | –                                      | –                               | –                               | [ 41 ]  |
| Daniel Mesotitsch          | 22 maja 1976         | –                                           | –                                           | –                                      | 59                                     | 17                              | 17                              | [ 42 ]  |
| Friedrich Pinter           | 22 lutego 1978       | –                                           | –                                           | –                                      | 26                                     | 17                              | 17                              | [ 43 ]  |
| Christoph Sumann           | 19 stycznia 1976     | 15                                          | 7                                           | 9                                      | –                                      | 17                              | 17                              | [ 44 ]  |
| Biegi narciarskie (1)      |                      |                                             |                                             |                                        |                                        |                                 |                                 |         |
| Zawodnik                   | Data urodzenia       | Miejsca na ZIO 2006                         | Miejsca na ZIO 2006                         | Miejsca na ZIO 2006                    | Miejsca na ZIO 2006                    | Miejsca na ZIO 2006             | Miejsca na ZIO 2006             | Źródło  |
| Zawodnik                   | Data urodzenia       | sprint indywidualny technika dowolna        | sprint drużynowy technika klasyczna         | indywidualny technika klasyczna        | indywidualny bieg łączony              | indywidualny bieg masowy        | sztafeta                        | Źródło  |
| Kateřina Smutná            | 13 czerwca 1983      | –                                           | –                                           | –                                      | –                                      | –                               | –                               | [ 45 ]  |
| Bobsleje (6)               |                      |                                             |                                             |                                        |                                        |                                 |                                 |         |
| Zawodnik                   | Data urodzenia       | Miejsca na ZIO 2006                         | Miejsca na ZIO 2006                         | Miejsca na ZIO 2006                    | Miejsca na ZIO 2006                    | Miejsca na ZIO 2006             | Miejsca na ZIO 2006             | Źródło  |
| Zawodnik                   | Data urodzenia       | dwójki                                      | dwójki                                      | dwójki                                 | czwórki                                | czwórki                         | czwórki                         | Źródło  |
| Christian Hackl            | 22 września 1981     | –                                           | –                                           | –                                      | –                                      | –                               | –                               | [ 46 ]  |
| Martin Lachkovics          | 25 stycznia 1975     | –                                           | –                                           | –                                      | –                                      | –                               | –                               | [ 47 ]  |
| Jürgen Loacker             | 14 grudnia 1974      | 17                                          | 17                                          | 17                                     | 13                                     | 13                              | 13                              | [ 48 ]  |
| Jürgen Mayer               | 4 listopada 1976     | –                                           | –                                           | –                                      | –                                      | –                               | –                               | [ 49 ]  |
| Wolfgang Stampfer          | 3 maja 1972          | 10                                          | 10                                          | 10                                     | 13                                     | 13                              | 13                              | [ 50 ]  |
| Johannes Wipplinger        | 1 sierpnia 1978      | –                                           | –                                           | –                                      | –                                      | –                               | –                               | [ 51 ]  |
| Kombinacja norweska (5)    |                      |                                             |                                             |                                        |                                        |                                 |                                 |         |
| Zawodnik                   | Data urodzenia       | Miejsca na ZIO 2006                         | Miejsca na ZIO 2006                         | Miejsca na ZIO 2006                    | Miejsca na ZIO 2006                    | Miejsca na ZIO 2006             | Miejsca na ZIO 2006             | Źródło  |
| Zawodnik                   | Data urodzenia       | konkurs indywidualny sprint + skocznia duża | konkurs indywidualny sprint + skocznia duża | konkurs indywidualny skocznia normalna | konkurs indywidualny skocznia normalna | konkurs drużynowy skocznia duża | konkurs drużynowy skocznia duża | Źródło  |
| Christoph Bieler           | 28 października 1977 | 23                                          | 23                                          | 13                                     | 13                                     | 1                               | 1                               | [ 52 ]  |
| Felix Gottwald             | 13 stycznia 1976     | 1                                           | 1                                           | 2                                      | 2                                      | 1                               | 1                               | [ 53 ]  |
| Bernhard Gruber            | 12 sierpnia 1982     | –                                           | –                                           | –                                      | –                                      | –                               | –                               | [ 54 ]  |
| David Kreiner              | 8 marca 1981         | –                                           | –                                           | –                                      | –                                      | –                               | –                               | [ 55 ]  |
| Mario Stecher              | 17 lipca 1977        | 14                                          | 14                                          | 19                                     | 19                                     | 1                               | 1                               | [ 56 ]  |
| Łyżwiarstwo figurowe (2)   |                      |                                             |                                             |                                        |                                        |                                 |                                 |         |
| Zawodnik                   | Data urodzenia       | Miejsca na ZIO 2006                         | Miejsca na ZIO 2006                         | Miejsca na ZIO 2006                    | Miejsca na ZIO 2006                    | Miejsca na ZIO 2006             | Miejsca na ZIO 2006             | Źródło  |
| Zawodnik                   | Data urodzenia       | soliści/solistki                            | soliści/solistki                            | pary sportowe                          | pary sportowe                          | pary taneczne                   | pary taneczne                   | Źródło  |
| Viktor Pfeifer             | 16 maja 1987         | 22                                          | 22                                          | –                                      | –                                      | –                               | –                               | [ 57 ]  |
| Miriam Ziegler             | 19 marca 1994        | –                                           | –                                           | –                                      | –                                      | –                               | –                               | [ 58 ]  |
| Łyżwiarstwo szybkie (1)    |                      |                                             |                                             |                                        |                                        |                                 |                                 |         |
| Zawodnik                   | Data urodzenia       | Miejsca na ZIO 2006                         | Miejsca na ZIO 2006                         | Miejsca na ZIO 2006                    | Miejsca na ZIO 2006                    | Miejsca na ZIO 2006             | Miejsca na ZIO 2006             | Źródło  |
| Zawodnik                   | Data urodzenia       | 500 m                                       | 1000 m                                      | 1500 m                                 | 3000 m                                 | 5000 m                          | bieg drużynowy                  | Źródło  |
| Anna Rokita                | 30 stycznia 1986     | –                                           | –                                           | 27                                     | 16                                     | 12                              | –                               | [ 59 ]  |
| Narciarstwo alpejskie (22) |                      |                                             |                                             |                                        |                                        |                                 |                                 |         |
| Zawodnik                   | Data urodzenia       | Miejsca na ZIO 2006                         | Miejsca na ZIO 2006                         | Miejsca na ZIO 2006                    | Miejsca na ZIO 2006                    | Miejsca na ZIO 2006             | Miejsca na ZIO 2006             | Źródło  |
| Zawodnik                   | Data urodzenia       | zjazd                                       | supergigant                                 | slalom gigant                          | slalom                                 | kombinacja                      | kombinacja                      | Źródło  |
| Romed Baumann              | 14 stycznia 1986     | –                                           | –                                           | –                                      | –                                      | –                               | –                               | [ 60 ]  |
| Eva-Maria Brem             | 13 września 1988     | –                                           | –                                           | –                                      | –                                      | –                               | –                               | [ 61 ]  |
| Anna Fenninger             | 18 czerwca 1989      | –                                           | –                                           | –                                      | –                                      | –                               | –                               | [ 62 ]  |
| Andrea Fischbacher         | 14 października 1985 | –                                           | 13                                          | –                                      | –                                      | –                               | –                               | [ 63 ]  |
| Elisabeth Görgl            | 20 lutego 1981       | DNF                                         | –                                           | –                                      | –                                      | –                               | –                               | [ 64 ]  |
| Johann Grugger             | 13 grudnia 1981      | –                                           | –                                           | –                                      | –                                      | –                               | –                               | [ 65 ]  |
| Reinfried Herbst           | 11 października 1978 | –                                           | –                                           | –                                      | 2                                      | –                               | –                               | [ 66 ]  |
| Marcel Hirscher            | 2 marca 1989         | –                                           | –                                           | –                                      | –                                      | –                               | –                               | [ 67 ]  |
| Michaela Kirchgasser       | 18 marca 1985        | –                                           | –                                           | DNF                                    | 5                                      | 6                               | 6                               | [ 68 ]  |
| Klaus Kröll                | 24 kwietnia 1980     | 22                                          | –                                           | –                                      | –                                      | –                               | –                               | [ 69 ]  |
| Regina Mader-Sterz         | 23 marca 1985        | –                                           | –                                           | –                                      | –                                      | –                               | –                               | [ 70 ]  |
| Mario Matt                 | 9 kwietnia 1979      | –                                           | –                                           | –                                      | DNF                                    | 34                              | 34                              | [ 71 ]  |
| Manfred Pranger            | 25 stycznia 1978     | –                                           | –                                           | –                                      | –                                      | –                               | –                               | [ 72 ]  |
| Benjamin Raich             | 28 lutego 1978       | –                                           | 21                                          | 1                                      | 1                                      | DNF                             | DNF                             | [ 73 ]  |
| Hannes Reichelt            | 5 lipca 1980         | –                                           | 10                                          | –                                      | –                                      | –                               | –                               | [ 74 ]  |
| Mario Scheiber             | 6 marca 1983         | –                                           | –                                           | –                                      | –                                      | –                               | –                               | [ 75 ]  |
| Marlies Schild             | 31 maja 1981         | –                                           | –                                           | 17                                     | 3                                      | 2                               | 2                               | [ 76 ]  |
| Nicole Schmidhofer         | 15 marca 1989        | –                                           | –                                           | –                                      | –                                      | –                               | –                               | [ 77 ]  |
| Philipp Schörghofer        | 20 stycznia 1983     | –                                           | –                                           | –                                      | –                                      | –                               | –                               | [ 78 ]  |
| Georg Streitberger         | 26 kwietnia 1981     | –                                           | –                                           | –                                      | –                                      | –                               | –                               | [ 79 ]  |
| Michael Walchhofer         | 28 kwietnia 1975     | 2                                           | –                                           | –                                      | –                                      | DNF                             | DNF                             | [ 80 ]  |
| Kathrin Zettel             | 5 sierpnia 1986      | –                                           | –                                           | 7                                      | DSQ                                    | 4                               | 4                               | [ 81 ]  |
| Narciarstwo dowolne (9)    |                      |                                             |                                             |                                        |                                        |                                 |                                 |         |
| Zawodnik                   | Data urodzenia       | Miejsca na ZIO 2006                         | Miejsca na ZIO 2006                         | Miejsca na ZIO 2006                    | Miejsca na ZIO 2006                    | Miejsca na ZIO 2006             | Miejsca na ZIO 2006             | Źródło  |
| Zawodnik                   | Data urodzenia       | jazda po muldach                            | jazda po muldach                            | jazda po muldach                       | skoki akrobatyczne                     | skoki akrobatyczne              | skoki akrobatyczne              | Źródło  |
| Katharina Gutensohn        | 22 marca 1966        | –                                           | –                                           | –                                      | –                                      | –                               | –                               | [ 82 ]  |
| Karin Huttary              | 23 maja 1977         | –                                           | –                                           | –                                      | –                                      | –                               | –                               | [ 83 ]  |
| Patrick Koller             | 16 października 1983 | –                                           | –                                           | –                                      | –                                      | –                               | –                               | [ 84 ]  |
| Andrea Limbacher           | 25 lipca 1989        | –                                           | –                                           | –                                      | –                                      | –                               | –                               | [ 85 ]  |
| Margarita Marbler          | 16 lipca 1975        | 17                                          | 17                                          | 17                                     | –                                      | –                               | –                               | [ 86 ]  |
| Andreas Matt               | 19 października 1982 | –                                           | –                                           | –                                      | –                                      | –                               | –                               | [ 87 ]  |
| Katrin Ofner               | 5 marca 1990         | –                                           | –                                           | –                                      | –                                      | –                               | –                               | [ 88 ]  |
| Markus Wittner             | 2 marca 1973         | –                                           | –                                           | –                                      | –                                      | –                               | –                               | [ 89 ]  |
| Thomas Zangerl             | 10 czerwca 1983      | –                                           | –                                           | –                                      | –                                      | –                               | –                               | [ 90 ]  |
| Saneczkarstwo (9)          |                      |                                             |                                             |                                        |                                        |                                 |                                 |         |
| Zawodnik                   | Data urodzenia       | Miejsca na ZIO 2006                         | Miejsca na ZIO 2006                         | Miejsca na ZIO 2006                    | Miejsca na ZIO 2006                    | Miejsca na ZIO 2006             | Miejsca na ZIO 2006             | Źródło  |
| Zawodnik                   | Data urodzenia       | jedynki                                     | jedynki                                     | jedynki                                | dwójki                                 | dwójki                          | dwójki                          | Źródło  |
| Veronika Halder            | 14 października 1980 | 5                                           | 5                                           | 5                                      | –                                      | –                               | –                               | [ 91 ]  |
| Wolfgang Kindl             | 18 kwietnia 1988     | –                                           | –                                           | –                                      | –                                      | –                               | –                               | [ 92 ]  |
| Andreas Linger             | 31 maja 1981         | –                                           | –                                           | –                                      | 1                                      | 1                               | 1                               | [ 93 ]  |
| Wolfgang Linger            | 4 listopada 1982     | –                                           | –                                           | –                                      | 1                                      | 1                               | 1                               | [ 94 ]  |
| Daniel Pfister             | 7 grudnia 1986       | 13                                          | 13                                          | 13                                     | –                                      | –                               | –                               | [ 95 ]  |
| Manuel Pfister             | 4 grudnia 1988       | –                                           | –                                           | –                                      | –                                      | –                               | –                               | [ 96 ]  |
| Nina Reithmayer            | 8 czerwca 1984       | 8                                           | 8                                           | 8                                      | –                                      | –                               | –                               | [ 97 ]  |
| Markus Schiegl             | 7 czerwca 1975       | –                                           | –                                           | –                                      | 4                                      | 4                               | 4                               | [ 98 ]  |
| Tobias Schiegl             | 5 października 1973  | –                                           | –                                           | –                                      | 4                                      | 4                               | 4                               | [ 99 ]  |
| Short track (1)            |                      |                                             |                                             |                                        |                                        |                                 |                                 |         |
| Zawodnik                   | Data urodzenia       | Miejsca na ZIO 2006                         | Miejsca na ZIO 2006                         | Miejsca na ZIO 2006                    | Miejsca na ZIO 2006                    | Miejsca na ZIO 2006             | Miejsca na ZIO 2006             | Źródło  |
| Zawodnik                   | Data urodzenia       | 500 m                                       | 500 m                                       | 1000 m                                 | 1500 m                                 | 1500 m                          | sztafeta                        | Źródło  |
| Veronika Windisch          | 9 kwietnia 1982      | –                                           | –                                           | –                                      | –                                      | –                               | –                               | [ 100 ] |
| Skeleton (1)               |                      |                                             |                                             |                                        |                                        |                                 |                                 |         |
| Zawodnik                   | Data urodzenia       | Miejsce na ZIO 2006                         | Miejsce na ZIO 2006                         | Miejsce na ZIO 2006                    | Miejsce na ZIO 2006                    | Miejsce na ZIO 2006             | Miejsce na ZIO 2006             | Źródło  |
| Zawodnik                   | Data urodzenia       | ślizg                                       |                                             |                                        |                                        |                                 |                                 | Źródło  |
| Matthias Guggenberger      | 24 września 1984     | –                                           | –                                           | –                                      | –                                      | –                               | –                               | [ 101 ] |
| Skoki narciarskie (5)      |                      |                                             |                                             |                                        |                                        |                                 |                                 |         |
| Zawodnik                   | Data urodzenia       | Miejsca na ZIO 2006                         | Miejsca na ZIO 2006                         | Miejsca na ZIO 2006                    | Miejsca na ZIO 2006                    | Miejsca na ZIO 2006             | Miejsca na ZIO 2006             | Źródło  |
| Zawodnik                   | Data urodzenia       | konkurs indywidualny skocznia normalna      | konkurs indywidualny skocznia normalna      | konkurs indywidualny skocznia duża     | konkurs indywidualny skocznia duża     | konkurs drużynowy skocznia duża | konkurs drużynowy skocznia duża | Źródło  |
| Martin Koch                | 22 stycznia 1982     | 23                                          | 23                                          | 32                                     | 32                                     | 1                               | 1                               | [ 102 ] |
| Andreas Kofler             | 17 maja 1984         | 11                                          | 11                                          | 2                                      | 2                                      | 1                               | 1                               | [ 103 ] |
| Wolfgang Loitzl            | 13 stycznia 1980     | –                                           | –                                           | –                                      | –                                      | –                               | –                               | [ 104 ] |
| Thomas Morgenstern         | 30 października 1986 | 9                                           | 9                                           | 1                                      | 1                                      | 1                               | 1                               | [ 105 ] |
| Gregor Schlierenzauer      | 7 stycznia 1990      | –                                           | –                                           | –                                      | –                                      | –                               | –                               | [ 106 ] |
| Snowboarding (14)          |                      |                                             |                                             |                                        |                                        |                                 |                                 |         |
| Zawodnik                   | Data urodzenia       | Miejsca na ZIO 2006                         | Miejsca na ZIO 2006                         | Miejsca na ZIO 2006                    | Miejsca na ZIO 2006                    | Miejsca na ZIO 2006             | Miejsca na ZIO 2006             | Źródło  |
| Zawodnik                   | Data urodzenia       | halfpipe                                    | halfpipe                                    | cross                                  | cross                                  | slalom gigant równoległy        | slalom gigant równoległy        | Źródło  |
| Mario Fuchs                | 9 sierpnia 1976      | –                                           | –                                           | 30                                     | 30                                     | –                               | –                               | [ 107 ] |
| Siegfried Grabner          | 4 lutego 1975        | –                                           | –                                           | –                                      | –                                      | 3                               | 3                               | [ 108 ] |
| Lukas Grüner               | 18 października 1981 | –                                           | –                                           | 19                                     | 19                                     | –                               | –                               | [ 109 ] |
| Doris Günther              | 3 maja 1978          | –                                           | –                                           | 14                                     | 14                                     | 4                               | 4                               | [ 110 ] |
| Benjamin Karl              | 16 października 1985 | –                                           | –                                           | –                                      | –                                      | –                               | –                               | [ 111 ] |
| Marion Kreiner             | 4 maja 1981          | –                                           | –                                           | –                                      | –                                      | –                               | –                               | [ 112 ] |
| Doresia Krings             | 13 kwietnia 1977     | –                                           | –                                           | 13                                     | 13                                     | 11                              | 11                              | [ 113 ] |
| Ina Meschik                | 25 września 1990     | –                                           | –                                           | –                                      | –                                      | –                               | –                               | [ 114 ] |
| Andreas Prommegger         | 10 listopada 1980    | –                                           | –                                           | –                                      | –                                      | 9                               | 9                               | [ 115 ] |
| Maria Ramberger            | 12 października 1986 | –                                           | –                                           | –                                      | –                                      | –                               | –                               | [ 116 ] |
| Claudia Riegler            | 7 lipca 1973         | –                                           | –                                           | –                                      | –                                      | –                               | –                               | [ 117 ] |
| Manuela Riegler            | 15 czerwca 1974      | –                                           | –                                           | –                                      | –                                      | 28                              | 28                              | [ 118 ] |
| Markus Schairer            | 4 lipca 1987         | –                                           | –                                           | –                                      | –                                      | –                               | –                               | [ 119 ] |
| Ingemar Walder             | 5 czerwca 1978       | –                                           | –                                           | –                                      | –                                      | –                               | –                               | [ 120 ] |

### Statystyki według dyscyplin
| Lp      | Dyscyplina            | Mężczyźni | Kobiety | Łącznie |
| ------- | --------------------- | --------- | ------- | ------- |
| 1       | Biathlon              | 6         | –       | 6       |
| 2       | Biegi narciarskie     | –         | 1       | 1       |
| 3       | Bobsleje              | 6         | –       | 6       |
| 4       | Kombinacja norweska   | 5         | –       | 5       |
| 5       | Łyżwiarstwo figurowe  | 1         | 1       | 2       |
| 6       | Łyżwiarstwo szybkie   | –         | 1       | 1       |
| 7       | Narciarstwo alpejskie | 13        | 9       | 22      |
| 8       | Narciarstwo dowolne   | 4         | 5       | 9       |
| 9       | Saneczkarstwo         | 7         | 2       | 9       |
| 10      | Short track           | –         | 1       | 1       |
| 11      | Skeleton              | 1         | –       | 1       |
| 12      | Skoki narciarskie     | 5         | –       | 5       |
| 13      | Snowboarding          | 7         | 7       | 14      |
| Łącznie | Łącznie               | 55        | 27      | 82      |

## Udział w ceremoniach otwarcia i zamknięcia igrzysk
Rolę chorążego reprezentacji Austrii podczas ceremonii otwarcia zimowych igrzysk olimpijskich w Vancouver, przeprowadzonej 12 lutego 2010 w hali BC Place Stadium, pełnili saneczkarze Wolfgang i Andreas Linger. Austriacka reprezentacja weszła na stadion jako ósma w kolejności – pomiędzy ekipami z Australii i Azerbejdżanu.
Podczas ceremonii zamknięcia igrzysk, zorganizowanej 28 lutego 2010, chorążym austriackiej reprezentacji była saneczkarka Nina Reithmayer. Z uwagi na brak udziału reprezentacji Algierii w ceremonii zamknięcia, Austria była tym razem siódmą reprezentacją w kolejności.

## Zdobyte medale
Austriacy zdobyli podczas igrzysk w Vancouver szesnaście medali – cztery złote, sześć srebrnych i sześć brązowych. Dzięki temu Austria zajęła dziewiąte miejsce w tabeli medalowej igrzysk. Pod względem liczby wszystkich zdobytych medali zajęli natomiast piąte miejsce.
Najbardziej utytułowanym austriackim zawodnikiem został Gregor Schlierenzauer, który jako jedyny zdobył trzy medale – złoty w drużynie i dwa brązowe w rywalizacji indywidualnej. Multimedalistami igrzysk z dorobkiem dwóch medali zostali: Bernhard Gruber (złoty i brązowy), Christoph Sumann (dwa srebrne) i Elisabeth Görgl (dwa brązowe). Medale zdobyło łącznie 21 austriackich zawodników, którzy stanęli na podium olimpijskim w siedmiu dyscyplinach sportowych, przy czym najwięcej, cztery medale zdobyli narciarze alpejscy.
Do 2006 roku Austriacy zdobyli 185 medali zimowych igrzysk olimpijskich. Dzięki temu, że w Vancouver zdobyli ich szesnaście, przekroczyli łączną liczbę dwustu medali. Dwusetnym zimowym medalem olimpijskim dla Austrii był zdobyty przez Marlies Schild srebrny medal w slalomie.
| Medal  | Zawodnik                                                                | Dyscyplina            | Konkurencja                               | Data           |
| ------ | ----------------------------------------------------------------------- | --------------------- | ----------------------------------------- | -------------- |
| złoto  | Wolfgang Linger Andreas Linger                                          | saneczkarstwo         | dwójki mężczyzn                           | 17 lutego 2010 |
| złoto  | Andrea Fischbacher                                                      | narciarstwo alpejskie | supergigant kobiet                        | 20 lutego 2010 |
| złoto  | Andreas Kofler Wolfgang Loitzl Thomas Morgenstern Gregor Schlierenzauer | skoki narciarskie     | konkurs drużynowy                         | 22 lutego 2010 |
| złoto  | Mario Stecher Felix Gottwald David Kreiner Bernhard Gruber              | kombinacja norweska   | konkurs drużynowy                         | 23 lutego 2010 |
| srebro | Christoph Sumann                                                        | biathlon              | bieg pościgowy mężczyzn                   | 16 lutego 2010 |
| srebro | Nina Reithmayer                                                         | saneczkarstwo         | jedynki kobiet                            | 17 lutego 2010 |
| srebro | Andreas Matt                                                            | narciarstwo dowolne   | skicross mężczyzn                         | 21 lutego 2010 |
| srebro | Dominik Landertinger Daniel Mesotitsch Simon Eder Christoph Sumann      | biathlon              | sztafeta mężczyzn                         | 26 lutego 2010 |
| srebro | Marlies Schild                                                          | narciarstwo alpejskie | slalom kobiet                             | 26 lutego 2010 |
| srebro | Benjamin Karl                                                           | snowboarding          | slalom gigant równoległy mężczyzn         | 27 lutego 2010 |
| brąz   | Gregor Schlierenzauer                                                   | skoki narciarskie     | konkurs indywidualny na skoczni normalnej | 13 lutego 2010 |
| brąz   | Elisabeth Görgl                                                         | narciarstwo alpejskie | zjazd kobiet                              | 17 lutego 2010 |
| brąz   | Gregor Schlierenzauer                                                   | skoki narciarskie     | konkurs indywidualny na skoczni dużej     | 20 lutego 2010 |
| brąz   | Elisabeth Görgl                                                         | narciarstwo alpejskie | slalom gigant kobiet                      | 25 lutego 2010 |
| brąz   | Bernhard Gruber                                                         | kombinacja norweska   | konkurs indywidualny na skoczni dużej     | 25 lutego 2010 |
| brąz   | Marion Kreiner                                                          | snowboarding          | slalom gigant równoległy kobiet           | 26 lutego 2010 |

Klasyfikacja według dyscyplin
| Miejsce | Dyscyplina            | Złote | Srebrne | Brązowe | Łącznie |
| ------- | --------------------- | ----- | ------- | ------- | ------- |
| 1.      | Narciarstwo alpejskie | 1     | 1       | 2       | 4       |
| 2.      | Saneczkarstwo         | 1     | 1       | –       | 2       |
| 3.      | Skoki narciarskie     | 1     | –       | 2       | 3       |
| 4.      | Kombinacja norweska   | 1     | –       | 1       | 2       |
| 5.      | Biathlon              | –     | 2       | –       | 2       |
| 6.      | Snowboarding          | –     | 1       | 1       | 2       |
| 7.      | Narciarstwo dowolne   | –     | 1       | –       | 1       |
| Łącznie | Łącznie               | 4     | 6       | 6       | 16      |

Indywidualna klasyfikacja medalowa
| Miejsce | Zawodnik              | Złote | Srebrne | Brązowe | Łącznie |
| ------- | --------------------- | ----- | ------- | ------- | ------- |
| 1.      | Gregor Schlierenzauer | 1     | –       | 2       | 3       |
| 2.      | Bernhard Gruber       | 1     | –       | 1       | 2       |
| 3.      | Andrea Fischbacher    | 1     | –       | –       | 1       |
| 3.      | Felix Gottwald        | 1     | –       | –       | 1       |
| 3.      | Andreas Kofler        | 1     | –       | –       | 1       |
| 3.      | David Kreiner         | 1     | –       | –       | 1       |
| 3.      | Andreas Linger        | 1     | –       | –       | 1       |
| 3.      | Wolfgang Linger       | 1     | –       | –       | 1       |
| 3.      | Wolfgang Loitzl       | 1     | –       | –       | 1       |
| 3.      | Thomas Morgenstern    | 1     | –       | –       | 1       |
| 3.      | Mario Stecher         | 1     | –       | –       | 1       |
| 12.     | Christoph Sumann      | –     | 2       | –       | 2       |
| 13.     | Simon Eder            | –     | 1       | –       | 1       |
| 13.     | Benjamin Karl         | –     | 1       | –       | 1       |
| 13.     | Dominik Landertinger  | –     | 1       | –       | 1       |
| 13.     | Andreas Matt          | –     | 1       | –       | 1       |
| 13.     | Daniel Mesotitsch     | –     | 1       | –       | 1       |
| 13.     | Nina Reithmayer       | –     | 1       | –       | 1       |
| 13.     | Marlies Schild        | –     | 1       | –       | 1       |
| 20.     | Elisabeth Görgl       | –     | –       | 2       | 2       |
| 21.     | Marion Kreiner        | –     | –       | 1       | 1       |
| Łącznie | Łącznie               | 4     | 6       | 6       | 16      |

## Wyniki

### Biathlon

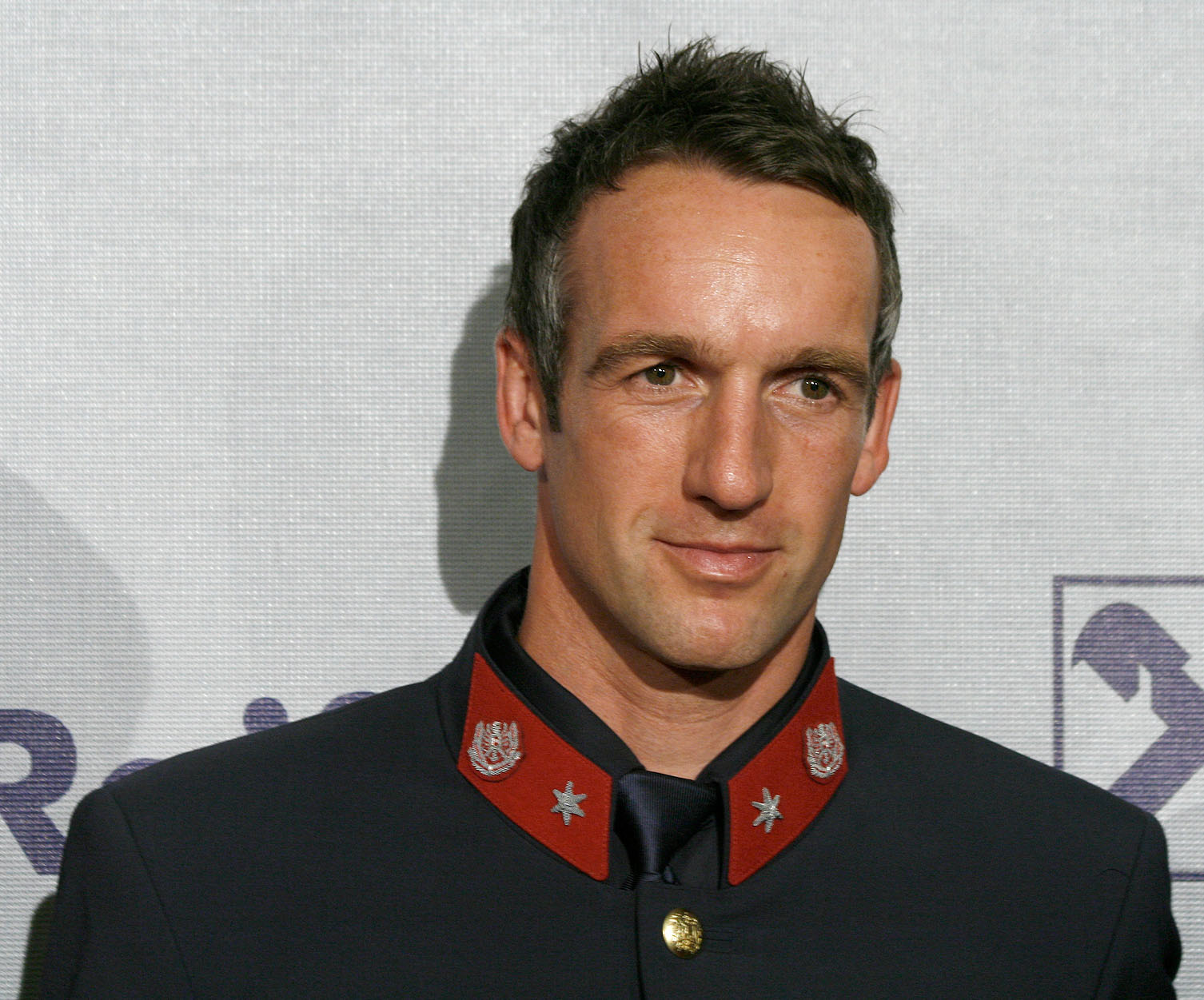
Christoph Sumann – dwukrotny wicemistrz olimpijski w biathlonie podczas igrzysk w Vancouver

Do Vancouver pojechało sześciu biathlonistów, spośród których udział w zawodach wzięło czterech. Ani razu nie wystartowali Tobias Eberhard i Friedrich Pinter. Trenerem austriackich biathlonistów był wówczas Reinhard Gösweiner.
Austriaccy biathloniści dwukrotnie stanęli na drugim stopniu podium. Pierwszy srebrny medal i jedyny indywidualny zdobył Christoph Sumann w biegu pościgowym mężczyzn na 12,5 kilometra. Do złotego medalisty – Björna Ferry’ego – zabrakło mu 16,5 sekundy (Sumann pudłował dwukrotnie – w trzecim i czwartym strzelaniu, a Ferry tylko raz – w czwartym strzelaniu). Drugi srebrny medal zdobyła sztafeta 4x7,5 km, która wystąpiła w składzie: Simon Eder, Daniel Mesotitsch, Dominik Landertinger i Christoph Sumann. Do zwycięzców – reprezentantów Norwegii – stracili 38,6 sekundy, natomiast nad brązowymi medalistami – Rosjanami – po sprincie na finiszu uzyskali przewagę 0,2 sekundy.
Ponadto jeszcze siedmiokrotnie austriaccy biathloniści plasowali się w czołowej dziesiątce zawodów indywidualnych. Christoph Sumann był ósmy w biegu na 20 km i czwarty w biegu masowym, Simon Eder zajął czwarte miejsce w biegu pościgowym i szóste w biegu na 20 km, Daniel Mesotisch uzyskał dziewiąty rezultat w biegu na 20 km i piąty w biegu masowym, a Dominik Landertinger był siódmy w biegu masowym.
| Konkurencja                        | Zawodnik                                                           | Wynik                                     | Wynik                                   | Miejsce |
| Konkurencja                        | Zawodnik                                                           | Czas                                      | Pudła                                   | Miejsce |
| ---------------------------------- | ------------------------------------------------------------------ | ----------------------------------------- | --------------------------------------- | ------- |
| Sprint mężczyzn – 10 km            | Simon Eder                                                         | 25:32,2                                   | 0+0                                     | 11.     |
| Sprint mężczyzn – 10 km            | Dominik Landertinger                                               | 26:23,7                                   | 2+2                                     | 34.     |
| Sprint mężczyzn – 10 km            | Daniel Mesotitsch                                                  | 26:45,3                                   | 1+1                                     | 45.     |
| Sprint mężczyzn – 10 km            | Christoph Sumann                                                   | 25:32,7                                   | 2+0                                     | 12.     |
| Bieg pościgowy mężczyzn – 12,5 km  | Simon Eder                                                         | 34:09,4                                   | 0+0 2+1                                 | 4.      |
| Bieg pościgowy mężczyzn – 12,5 km  | Dominik Landertinger                                               | 35:06,7                                   | 1+0 1+1                                 | 14.     |
| Bieg pościgowy mężczyzn – 12,5 km  | Daniel Mesotitsch                                                  | 36:56,0                                   | 0+0 3+1                                 | 41.     |
| Bieg pościgowy mężczyzn – 12,5 km  | Christoph Sumann                                                   | 33:54,9                                   | 0+0 1+1                                 | 2.      |
| Bieg indywidualny mężczyzn – 20 km | Simon Eder                                                         | 49:41,7                                   | 1+1 0+0                                 | 6.      |
| Bieg indywidualny mężczyzn – 20 km | Dominik Landertinger                                               | 52:00,8                                   | 0+2 1+1                                 | 23.     |
| Bieg indywidualny mężczyzn – 20 km | Daniel Mesotitsch                                                  | 50:32,0                                   | 0+1 0+1                                 | 9.      |
| Bieg indywidualny mężczyzn – 20 km | Christoph Sumann                                                   | 50:04,9                                   | 0+1 0+1                                 | 8.      |
| Bieg masowy mężczyzn – 15 km       | Simon Eder                                                         | 37:29,7                                   | 0+0 2+2                                 | 25.     |
| Bieg masowy mężczyzn – 15 km       | Dominik Landertinger                                               | 36:09,7                                   | 1+0 1+2                                 | 7.      |
| Bieg masowy mężczyzn – 15 km       | Daniel Mesotitsch                                                  | 36:05,9                                   | 0+1 0+2                                 | 5.      |
| Bieg masowy mężczyzn – 15 km       | Christoph Sumann                                                   | 36:01,6                                   | 0+1 0+0                                 | 4.      |
| Sztafeta mężczyzn – 4x7,5 km       | Simon Eder Daniel Mesotitsch Dominik Landertinger Christoph Sumann | 20:10,0 20:38,0 20:25,9 21:02,8 1:22:16,7 | 0+0 0+1 0+2 0+1 0+1 0+0 1+3 0+0 1+6 0+2 | 2.      |

### Biegi narciarskie
Jedyną reprezentantką Austrii w biegach narciarskich podczas igrzysk w Vancouver była Kateřina Smutná, której trenerem był Radim Duda. Smutná wystąpiła w trzech konkurencjach – w sprincie, biegu łączonym i biegu masowym. Najlepszy rezultat osiągnęła w sprincie, który ukończyła na jedenastej pozycji. W biegu łączonym była 29., a w biegu masowym – 32.
| Konkurencja                                                               | Zawodnik        | Kwalifikacje | Kwalifikacje | Ćwierćfinały | Ćwierćfinały | Półfinały | Półfinały | Finały    | Finały  |
| Konkurencja                                                               | Zawodnik        | Czas         | Miejsce      | Czas         | Miejsce      | Czas      | Miejsce   | Czas      | Miejsce |
| ------------------------------------------------------------------------- | --------------- | ------------ | ------------ | ------------ | ------------ | --------- | --------- | --------- | ------- |
| Sprint kobiet – 1,5 km techniką klasyczną                                 | Kateřina Smutná | 3:45,03      | 12.          | 3:40,50      | 2.           | 3:45,10   | 6.        | NQ        | 11.     |
| Bieg łączony kobiet – 7,5 km techniką klasyczną + 7,5 km techniką dowolną | Kateřina Smutná | —            | —            | —            | —            | —         | —         | 42:50,3   | 29.     |
| Bieg masowy kobiet – 30 km techniką klasyczną                             | Kateřina Smutná | —            | —            | —            | —            | —         | —         | 1:37:51,3 | 32.     |

### Bobsleje
Według pierwotnie przedstawionego składu reprezentacja austriackich bobsleistów liczyła pięciu zawodników. Z uwagi na kontuzję Martina Lachkovicsa i chorobę Jürgena Loackera, do ekipy już w trakcie igrzysk został dołączony Johannes Wipplinger. Austriacy wystawili dwie dwójki i jedną czwórkę. Jedynymi sklasyfikowanymi zawodnikami zostali Jürgen Loacker i Christian Hackl w zawodach dwójek. Po czterech przejazdach zajęli oni osiemnaste miejsce. Druga z austriackich dwójek (Wolfgang Stampfer i Jürgen Mayer) została zdyskwalifikowana za przekroczenie dopuszczalnej masy bobu z załogą (390 kg). W pierwszym przejeździe rywalizacji czwórek bob austriacki wywrócił się, co spowodowało uszkodzenie pojazdu i niedyspozycję Wolfganga Stampfera – wskutek wypadku zawodnik miał przecięty prawy palec wskazujący. Wypadek uniemożliwił Austriakom start w dalszej części rywalizacji.
| Konkurencja            | Zawodnik                                                           | Zjazd 1 | Zjazd 1 | Zjazd 2 | Zjazd 2 | Zjazd 3 | Zjazd 3 | Zjazd 4 | Zjazd 4 | Łącznie | Łącznie |
| Konkurencja            | Zawodnik                                                           | Czas    | Miejsce | Czas    | Miejsce | Czas    | Miejsce | Czas    | Miejsce | Czas    | Miejsce |
| ---------------------- | ------------------------------------------------------------------ | ------- | ------- | ------- | ------- | ------- | ------- | ------- | ------- | ------- | ------- |
| Ślizg dwójek mężczyzn  | Wolfgang Stampfer Jürgen Mayer                                     | DQ      | DQ      | NQ      | NQ      | NQ      | NQ      | NQ      | NQ      | DSQ     | DSQ     |
| Ślizg dwójek mężczyzn  | Jürgen Loacker Christian Hackl                                     | 52,55   | 17.     | 52,86   | 17.     | 52,73   | 19.     | 52,64   | 17.     | 3:30,78 | 18.     |
| Ślizg czwórek mężczyzn | Wolfgang Stampfer Christian Hackl Jürgen Mayer Johannes Wipplinger | 53,64   | 24.     | DNS     | DNS     | NQ      | NQ      | NQ      | NQ      | DNS     | DNS     |

### Kombinacja norweska

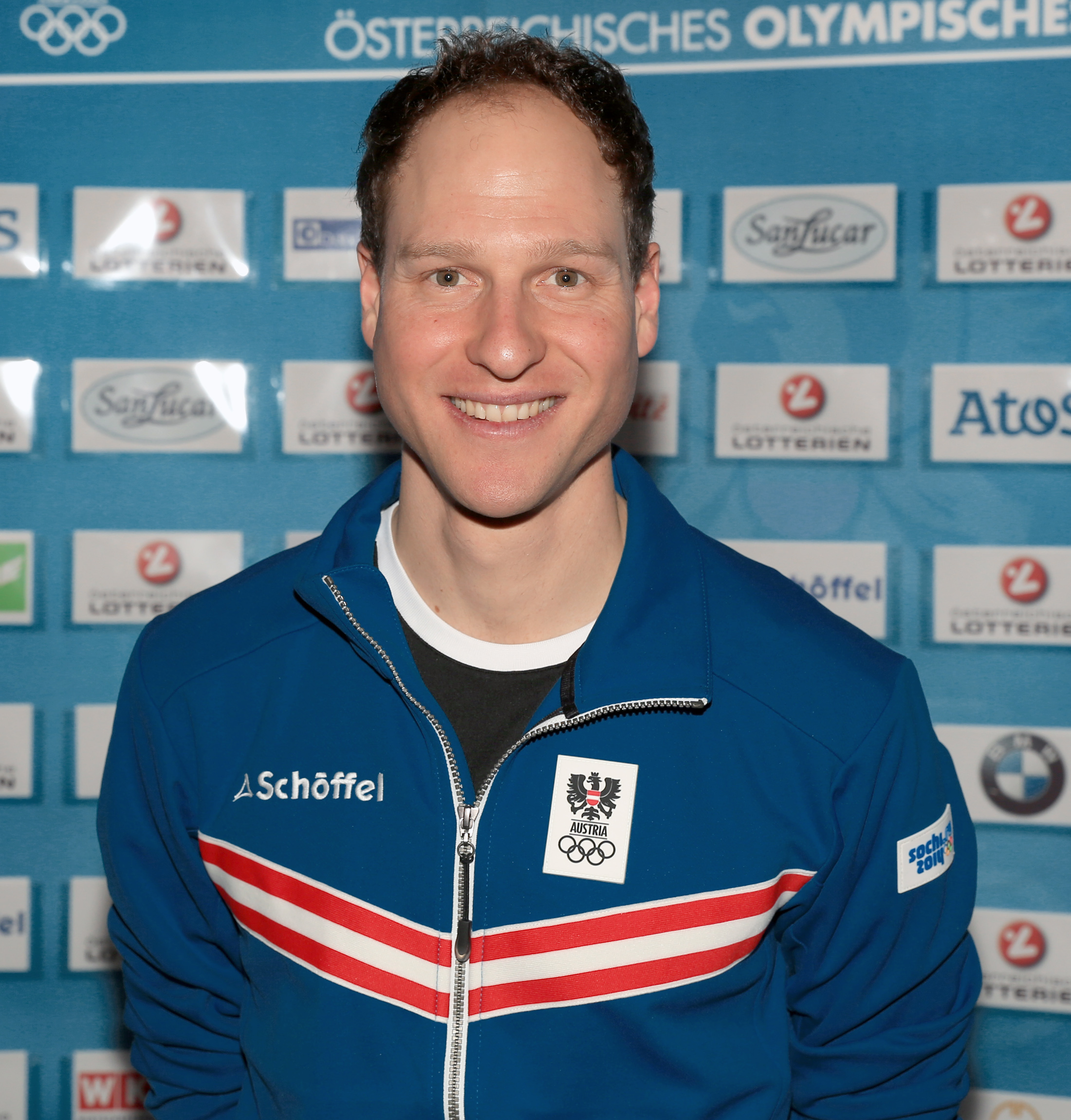
Bernhard Gruber – dwukrotny medalista olimpijski w kombinacji norweskiej podczas igrzysk w Vancouver

Do reprezentacji olimpijskiej powołanych zostało pięciu austriackich dwuboistów klasycznych. Każdy z nich wziął udział przynajmniej w jednym konkursie. Kadrę kombinatorów prowadził norweski szkoleniowiec – Bård Jørgen Elden.
Dwuboiści zdobyli dwa medale olimpijskie – złoty i brązowy. Indywidualnie trzecie miejsce i brązowy medal w zawodach indywidualnych na dużej skoczni zdobył Bernhard Gruber. Po skokach Gruber prowadził z przewagą 34 sekund nad Johnny Spillane. Po biegu finalnie zajął trzecie miejsce, tracąc do złotego medalisty – Billa Demonga – 10,8 sekundy. W tym samym konkursie ósme miejsce zajął Mario Stecher, dziesiąty był Christoph Bieler, a siedemnasty – trzykrotny medalista poprzednich igrzysk – Felix Gottwald. W konkursie drużynowym zamiast Bielera wystąpił David Kreiner. Zespół zdobył złoty medal z przewagą 5,2 sekundy nad drużyną ze Stanów Zjednoczonych. W zawodach indywidualnych na normalnej skoczni jedynym Austriakiem sklasyfikowanym w pierwszej dziesiątce był Mario Stecher, który uplasował się na piątej pozycji.
| Konkurencja                                              | Zawodnik                                                   | Skoki                   | Skoki                         | Skoki   | Bieg                                    | Bieg    | Łącznie | Łącznie |
| Konkurencja                                              | Zawodnik                                                   | Odległość               | Nota                          | Miejsce | Czas                                    | Miejsce | Strata  | Miejsce |
| -------------------------------------------------------- | ---------------------------------------------------------- | ----------------------- | ----------------------------- | ------- | --------------------------------------- | ------- | ------- | ------- |
| Konkurs indywidualny – skocznia normalna + bieg na 10 km | Christoph Bieler                                           | 100,5                   | 125,0                         | 3.      | 26:32,0                                 | 34.     | +1:26,9 | 25.     |
| Konkurs indywidualny – skocznia normalna + bieg na 10 km | Felix Gottwald                                             | 91,0                    | 102,5                         | 41.     | 24:20,2                                 | 2.      | +45,1   | 14.     |
| Konkurs indywidualny – skocznia normalna + bieg na 10 km | David Kreiner                                              | 97,5                    | 117,5                         | 20.     | 25:24,5                                 | 15.     | +49,4   | 15.     |
| Konkurs indywidualny – skocznia normalna + bieg na 10 km | Mario Stecher                                              | 99,5                    | 122,5                         | 7.      | 25:08,7                                 | 7.      | +13,6   | 5.      |
| Konkurs indywidualny – skocznia duża + bieg na 10 km     | Christoph Bieler                                           | 127,5                   | 116,8                         | 4.      | 25:40,7                                 | 18.     | +48,8   | 10.     |
| Konkurs indywidualny – skocznia duża + bieg na 10 km     | Felix Gottwald                                             | 105,5                   | 78,8                          | 40.     | 24:29,4                                 | 1.      | +2:09,5 | 17.     |
| Konkurs indywidualny – skocznia duża + bieg na 10 km     | Bernhard Gruber                                            | 134,0                   | 127,0                         | 1.      | 25:43,7                                 | 19.     | +10,8   | 3.      |
| Konkurs indywidualny – skocznia duża + bieg na 10 km     | Mario Stecher                                              | 123,5                   | 109,8                         | 10.     | 25:12,1                                 | 8.      | +48,2   | 8.      |
| Konkurs drużynowy – skocznia duża + bieg 4x5 km          | Bernhard Gruber David Kreiner Felix Gottwald Mario Stecher | 136,0 126,5 125,0 130,5 | 131,0 114,7 112,5 121,7 479,9 | 3.      | 11:57,7 11:49,0 12:04,3 13:04,6 48:55,6 | 1.      | –       | 1.      |

### Łyżwiarstwo figurowe
Do austriackiej reprezentacji olimpijskiej powołanych zostało dwoje łyżwiarzy figurowych – Miriam Ziegler i Viktor Pfeifer. Trenerem Ziegler był Aleksandr Wiedienin. Pfeifer zajął 21. miejsce w rywalizacji solistów, a Ziegler – 26. miejsce wśród solistek.
| Konkurencja | Zawodnik       | Taniec obowiązkowy | Taniec obowiązkowy | Program krótki / Taniec oryginalny | Program krótki / Taniec oryginalny | Program dowolny / Taniec dowolny | Program dowolny / Taniec dowolny | Łącznie | Łącznie |
| Konkurencja | Zawodnik       | Punkty             | Miejsce            | Punkty                             | Miejsce                            | Punkty                           | Miejsce                          | Punkty  | Miejsce |
| ----------- | -------------- | ------------------ | ------------------ | ---------------------------------- | ---------------------------------- | -------------------------------- | -------------------------------- | ------- | ------- |
| Solistki    | Miriam Ziegler | —                  | —                  | 43,84                              | 26.                                | NQ                               | NQ                               | 43,84   | 26.     |
| Soliści     | Viktor Pfeifer | —                  | —                  | 60,88                              | 23.                                | 115,05                           | 21.                              | 175,93  | 21.     |

### Łyżwiarstwo szybkie
W Vancouver wystąpiła jedna austriacka panczenistka – Anna Rokita. Wystąpiła w dwóch biegach kobiet – na 1500 i 3000 metrów. Na krótszym dystansie zajęła 28. miejsce w gronie 36 sklasyfikowanych zawodniczek, tracąc 5,78 sekundy do złotej medalistki – Ireen Wüst. W biegu na 3000 metrów była szesnasta wśród 28 zawodniczek. Do zwyciężczyni biegu – Martiny Sáblíkovej – straciła 13,89 sekundy.
| Konkurencja           | Zawodnik    | Czas    | Miejsce |
| --------------------- | ----------- | ------- | ------- |
| Bieg na 1500 m kobiet | Anna Rokita | 2:02,67 | 28.     |
| Bieg na 3000 m kobiet | Anna Rokita | 4:16,42 | 16.     |

### Narciarstwo alpejskie

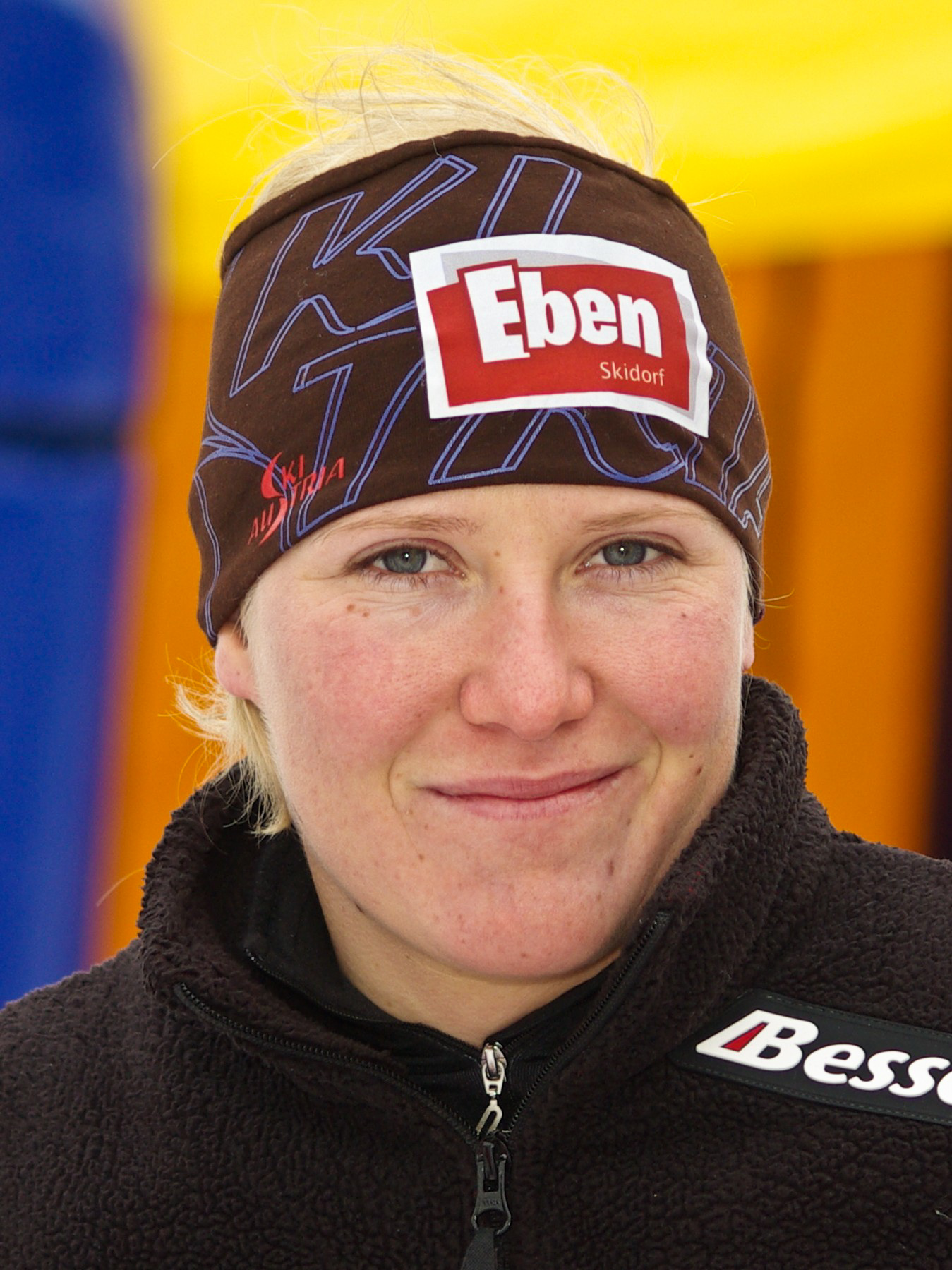
Andrea Fischbacher – mistrzyni olimpijska w supergigancie podczas igrzysk w Vancouver

W austriackiej reprezentacji znalazło się 22 narciarzy alpejskich – trzynastu mężczyzn i dziewięć kobiet. Spośród nich w żadnej konkurencji olimpijskiej nie wystąpili Hannes Reichelt i Mario Matt. Szkoleniowcem kadry kobiet był Herbert Mandl, a kadry mężczyzn – Mathias Berthold. Alpejczycy zdobyli w Vancouver cztery medale – jeden złoty, jeden srebrny i dwa brązowe. Wszystkie medale zdobyły kobiety – Andrea Fischbacher zwyciężyła w supergigancie, Marlies Schild została wicemistrzynią w slalomie, a Elisabeth Görgl zdobyła brązowe medale w zjeździe i slalomie gigancie.
Narciarze alpejscy z Austrii wystąpili we wszystkich konkurencjach olimpijskich w Vancouver – w zjeździe, slalomie, slalomie gigancie, supergigancie i superkombinacji. Mężczyźni dziesięciokrotnie plasowali się w czołowej dziesiątce zawodów, jednak ani razu nie stanęli na podium olimpijskim. Trzykrotnie zajęli czwarte miejsce – Mario Scheiber w zjeździe, Marcel Hirscher w slalomie gigancie i Benjamin Raich w slalomie. Hirscher był ponadto piąty w slalomie, tak jak Romed Baumann w slalomie gigancie. W rywalizacji kobiet, poza pozycjami medalowymi, jeszcze siedmiokrotnie austriackie zawodniczki zajmowały miejsca w pierwszej dziesiątce. Najbliżej osiągnięcia medalu olimpijskiego, plasując się na czwartym miejscu, były Andrea Fischbacher w zjeździe i Kathrin Zettel w superkombinacji. Zettel była jeszcze piąta w slalomie gigancie, a brązowa medalistka w zjeździe i slalomie gigancie – Görgl była piąta w supergigancie.
| Konkurencja              | Zawodnik             | Zjazd 1 | Zjazd 1 | Zjazd 2 | Zjazd 2 | Łącznie | Łącznie |
| Konkurencja              | Zawodnik             | Czas    | Miejsce | Czas    | Miejsce | Czas    | Miejsce |
| ------------------------ | -------------------- | ------- | ------- | ------- | ------- | ------- | ------- |
| Zjazd kobiet             | Anna Fenninger       | —       | —       | —       | —       | 1:49,95 | 25.     |
| Zjazd kobiet             | Andrea Fischbacher   | —       | —       | —       | —       | 1:45,68 | 4.      |
| Zjazd kobiet             | Elisabeth Görgl      | —       | —       | —       | —       | 1:45,65 | 3.      |
| Zjazd kobiet             | Regina Mader-Sterz   | —       | —       | —       | —       | 1:47,53 | 14.     |
| Zjazd mężczyzn           | Johann Grugger       | —       | —       | —       | —       | 1:55,81 | 22.     |
| Zjazd mężczyzn           | Klaus Kröll          | —       | —       | —       | —       | 1:54,87 | 9.      |
| Zjazd mężczyzn           | Mario Scheiber       | —       | —       | —       | —       | 1:54,52 | 4.      |
| Zjazd mężczyzn           | Michael Walchhofer   | —       | —       | —       | —       | 1:54,88 | 10.     |
| Slalom kobiet            | Elisabeth Görgl      | 53,01   | 22.     | 51,96   | 2.      | 1:44,97 | 7.      |
| Slalom kobiet            | Michaela Kirchgasser | 52,31   | 15.     | DNF     | DNF     | DNF     | DNF     |
| Slalom kobiet            | Marlies Schild       | 51,40   | 3.      | 51,92   | 1.      | 1:43,32 | 2.      |
| Slalom kobiet            | Kathrin Zettel       | 52,59   | 18.     | 53,00   | 10.     | 1:45,59 | 13.     |
| Slalom mężczyzn          | Reinfried Herbst     | 49,23   | 12.     | 51,55   | 8.      | 1:40,78 | 10.     |
| Slalom mężczyzn          | Marcel Hirscher      | 48,92   | 9.      | 51,28   | 4.      | 1:40,20 | 5.      |
| Slalom mężczyzn          | Manfred Pranger      | DNF     | DNF     | —       | —       | DNF     | DNF     |
| Slalom mężczyzn          | Benjamin Raich       | 48,33   | 3.      | 51,48   | 6.      | 1:39,81 | 4.      |
| Slalom gigant kobiet     | Eva-Maria Brem       | 1:15,38 | 4.      | 1:12,24 | 18.     | 2:27,62 | 7.      |
| Slalom gigant kobiet     | Elisabeth Görgl      | 1:15,12 | 1.      | 1:12,13 | 15.     | 2:27,25 | 3.      |
| Slalom gigant kobiet     | Michaela Kirchgasser | 1:16,26 | 15.     | 1:12,14 | 16.     | 2:28,40 | 15.     |
| Slalom gigant kobiet     | Kathrin Zettel       | 1:15,28 | 3.      | 1:12,25 | 19.     | 2:27,53 | 5.      |
| Slalom gigant mężczyzn   | Romed Baumann        | 1:17,29 | 2.      | 1:21,51 | 20.     | 2:38,80 | 5.      |
| Slalom gigant mężczyzn   | Marcel Hirscher      | 1:17,48 | 5.      | 1:21,04 | 9.      | 2:38,52 | 4.      |
| Slalom gigant mężczyzn   | Benjamin Raich       | 1:17,66 | 6.      | 1:21,17 | 12.     | 2:38,83 | 6.      |
| Slalom gigant mężczyzn   | Philipp Schörghofer  | 1:18,37 | 14.     | 1:21,00 | 7.      | 2:39,37 | 12.     |
| Supergigant kobiet       | Anna Fenninger       | —       | —       | —       | —       | 1:22,30 | 16.     |
| Supergigant kobiet       | Andrea Fischbacher   | —       | —       | —       | —       | 1:20,14 | 1.      |
| Supergigant kobiet       | Elisabeth Görgl      | —       | —       | —       | —       | 1:21,14 | 5.      |
| Supergigant kobiet       | Nicole Schmidhofer   | —       | —       | —       | —       | DNF     | DNF     |
| Supergigant mężczyzn     | Mario Scheiber       | —       | —       | —       | —       | 1:31,93 | 20.     |
| Supergigant mężczyzn     | Georg Streitberger   | —       | —       | —       | —       | 1:31,49 | 17.     |
| Supergigant mężczyzn     | Benjamin Raich       | —       | —       | —       | —       | 1:31,35 | 14.     |
| Supergigant mężczyzn     | Michael Walchhofer   | —       | —       | —       | —       | 1:32,00 | 21.     |
| Superkombinacja kobiet   | Anna Fenninger       | 1:27,19 | 20.     | 46,08   | 16.     | 2:13,27 | 16.     |
| Superkombinacja kobiet   | Elisabeth Görgl      | 1:25,60 | 8.      | 47,98   | 25.     | 2:13,58 | 18.     |
| Superkombinacja kobiet   | Michaela Kirchgasser | 1:27,09 | 19.     | 44,26   | 2.      | 2:11,35 | 9.      |
| Superkombinacja kobiet   | Kathrin Zettel       | 1:26,01 | 11.     | 44,49   | 4.      | 2:10,50 | 4.      |
| Superkombinacja mężczyzn | Romed Baumann        | DNF     | DNF     | —       | —       | DNF     | DNF     |
| Superkombinacja mężczyzn | Benjamin Raich       | 1:54,70 | 12.     | 51,43   | 9.      | 2:46,13 | 6.      |
| Superkombinacja mężczyzn | Georg Streitberger   | 1:55,55 | 20.     | DNS     | DNS     | DNF     | DNF     |

### Narciarstwo dowolne
W reprezentacji Austrii znalazło się dziewięcioro narciarzy dowolnych – pięć kobiet i czterech mężczyzn. Mężczyźni wystąpili w skicrossie, a kobiety w skicrossie i jeździe na muldach. Do 2006 roku włącznie Austriacy nie zdobyli w narciarstwie dowolnym żadnego medalu. Przed startem austriaccy kibice oczekiwali, że pierwszą medalistką zostanie Margarita Marbler, jednak zajęła szóste miejsce. Pierwszy medal zdobył natomiast Andreas Matt. W skicrossie został wicemistrzem olimpijskim, przegrywając w wielkim finale z Michaelem Schmidem. Do finału w skicrossie kobiet awansowała także Karin Huttary, jednak zajęła w nim czwarte miejsce i pozostała bez medalu.
Pozostali austriaccy narciarze dowolni plasowali się w swoich konkurencjach w czołowej trzydziestce zawodów, jednak żaden z nich nie awansował do rundy finałowej.
| Konkurencja             | Zawodnik            | Kwalifikacje | Kwalifikacje | Kwalifikacje | Kwalifikacje | Kwalifikacje | Kwalifikacje | 1/8 finału | Ćwierćfinały | Półfinały | Finały | Finały | Finały | Finały | Finały  | Finały  |
| Konkurencja             | Zawodnik            | Czas         | Punkty       | Punkty       | Punkty       | Łącznie      | Miejsce      | 1/8 finału | Ćwierćfinały | Półfinały | Czas   | Punkty | Punkty | Punkty | Łącznie | Miejsce |
| Konkurencja             | Zawodnik            | Czas         | Skręty       | Skoki        | Czas         | Łącznie      | Miejsce      | 1/8 finału | Ćwierćfinały | Półfinały | Czas   | Skręty | Skoki  | Czas   | Łącznie | Miejsce |
| ----------------------- | ------------------- | ------------ | ------------ | ------------ | ------------ | ------------ | ------------ | ---------- | ------------ | --------- | ------ | ------ | ------ | ------ | ------- | ------- |
| Jazda na muldach kobiet | Margarita Marbler   | 29,93        | 13,0         | 4,56         | 6,21         | 23,77        | 8.           | —          | —            | —         | 29,52  | 13,0   | 4,32   | 6,37   | 23,69   | 6.      |
| Skicross kobiet         | Katharina Gutensohn | 1:21,26      | —            | —            | —            | —            | 25.          | 3.         | NQ           | NQ        | —      | —      | —      | —      | —       | 26.     |
| Skicross kobiet         | Karin Huttary       | 1:18,84      | —            | —            | —            | —            | 8.           | 1.         | 1.           | 1.        | —      | —      | —      | —      | —       | 4.      |
| Skicross kobiet         | Andrea Limbacher    | 1:20,86      | —            | —            | —            | —            | 23.          | DNF        | NQ           | NQ        | —      | —      | —      | —      | —       | 24.     |
| Skicross kobiet         | Katrin Ofner        | 1:20,61      | —            | —            | —            | —            | 22.          | 3.         | NQ           | NQ        | —      | —      | —      | —      | —       | 23.     |
| Skicross mężczyzn       | Patrick Koller      | 1:15,22      | —            | —            | —            | —            | 28.          | 4.         | NQ           | NQ        | —      | —      | —      | —      | —       | 30.     |
| Skicross mężczyzn       | Andreas Matt        | 1:13,13      | —            | —            | —            | —            | 4.           | 2.         | 2.           | 2.        | —      | —      | —      | —      | —       | 2.      |
| Skicross mężczyzn       | Markus Wittner      | 1:15,91      | —            | —            | —            | —            | 30.          | 2.         | 4.           | NQ        | —      | —      | —      | —      | —       | 15.     |
| Skicross mężczyzn       | Thomas Zangerl      | 1:13,44      | —            | —            | —            | —            | 6.           | 3.         | NQ           | NQ        | —      | —      | —      | —      | —       | 18.     |

### Saneczkarstwo

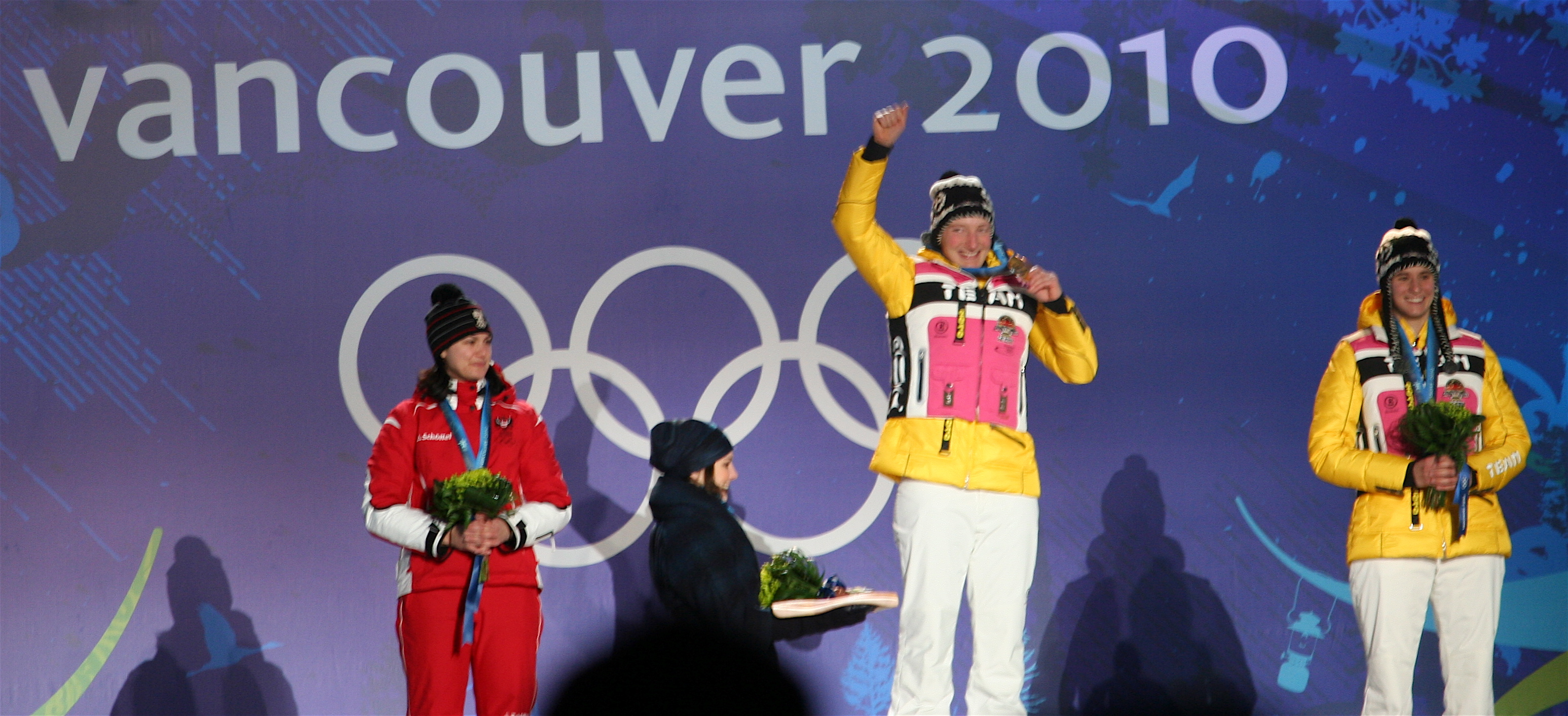
Podium olimpijskie w saneczkarskich jedynkach kobiet w Vancouver – pierwsza z lewej – Nina Reithmayer (srebro)

Do olimpijskiej kadry na igrzyska w Vancouver powołano dziewięcioro saneczkarzy. Wystąpili oni we wszystkich trzech konkurencjach – jedynkach kobiet i mężczyzn oraz dwójkach mężczyzn. Podczas jednego z treningów Manuel Pfister poprawił rekord świata w osiągniętej prędkości, uzyskując 154 km/h. Na treningach Austriak plasował się w czołówce stawki, niewiele tracąc do prowadzących, jednak ostatecznie w zawodach jedynek zajął dziesiąte miejsce. Szóste miejsce w męskich jedynkach osiągnął Daniel Pfister, a dziewiąty był Wolfgang Kindl.
W pozostałych dwóch konkurencjach Austriacy zdobyli dwa medale – złoty i srebrny. Mistrzami olimpijskimi w dwójkach zostali bracia Andreas i Wolfgang Linger, którzy tym samym obronili tytuł zdobyty cztery lata wcześniej. Srebrny medal w jedynkach kobiet zdobyła tego samego dnia (17 lutego) Nina Reithmayer – do złotego medalu osiągnętego przez Tatjanę Hüfner zabrakło jej ok. pół sekundy.
| Konkurencja      | Zawodnik                       | Zjazd 1 | Zjazd 1 | Zjazd 2 | Zjazd 2 | Zjazd 3 | Zjazd 3 | Zjazd 4 | Zjazd 4 | Łącznie  | Łącznie |
| Konkurencja      | Zawodnik                       | Czas    | Miejsce | Czas    | Miejsce | Czas    | Miejsce | Czas    | Miejsce | Czas     | Miejsce |
| ---------------- | ------------------------------ | ------- | ------- | ------- | ------- | ------- | ------- | ------- | ------- | -------- | ------- |
| Jedynki kobiet   | Veronika Halder                | 42,015  | 14.     | 41,881  | 11.     | 42,078  | 10.     | 42,143  | 14.     | 2:48,117 | 12.     |
| Jedynki kobiet   | Nina Reithmayer                | 41,728  | 1.      | 41,563  | 2.      | 41,884  | 3.      | 41,839  | 2.      | 2:47,014 | 2.      |
| Jedynki mężczyzn | Wolfgang Kindl                 | 48,707  | 9.      | 48,755  | 8.      | 49,080  | 10.     | 48,673  | 8.      | 3:15,215 | 9.      |
| Jedynki mężczyzn | Daniel Pfister                 | 48,583  | 4.      | 48,707  | 6.      | 48,883  | 5.      | 48,553  | 7.      | 3:14,726 | 6.      |
| Jedynki mężczyzn | Manuel Pfister                 | 48,677  | 8.      | 48,835  | 9.      | 49,064  | 9.      | 48,693  | 9.      | 3:15,269 | 10.     |
| Dwójki mężczyzn  | Andreas Linger Wolfgang Linger | 41,332  | 1.      | 41,373  | 1.      | —       | —       | —       | —       | 1:22,705 | 1.      |
| Dwójki mężczyzn  | Markus Schiegl Tobias Schiegl  | 41,727  | 8.      | 41,801  | 8.      | —       | —       | —       | —       | 1:23,528 | 8.      |

### Short track
Jedyną reprezentantką Austrii w short tracku była Veronika Windisch. Została tym samym pierwszą Austriaczką, która reprezentowała swój kraj w short tracku podczas zawodów olimpijskich. Wystąpiła w dwóch konkurencjach – w biegu na 1000 i 1500 metrów. Na krótszym z dystansów zajęła 22. miejsce, wyprzedzając sześć sklasyfikowanych zawodniczek. W biegu na 1500 metrów była natomiast 25. wśród 32 zawodniczek.
| Konkurencja           | Zawodnik          | Kwalifikacje | Kwalifikacje | Ćwierćfinał | Ćwierćfinał | Półfinał | Półfinał | Finał | Finał   |
| Konkurencja           | Zawodnik          | Czas         | Miejsce      | Czas        | Miejsce     | Czas     | Miejsce  | Czas  | Miejsce |
| --------------------- | ----------------- | ------------ | ------------ | ----------- | ----------- | -------- | -------- | ----- | ------- |
| Bieg na 1000 m kobiet | Veronika Windisch | 1:32,775     | 3.           | NQ          | NQ          | NQ       | NQ       | NQ    | 22.     |
| Bieg na 1500 m kobiet | Veronika Windisch | 2:24,440     | 5.           | NQ          | NQ          | NQ       | NQ       | NQ    | 25.     |

### Skeleton
W Vancouver wystartował jeden austriacki skeletonista – Matthias Guggenberger, którego trenerem był Thomas Platzer. Choć Guggenberger nie był uważany za faworyta w ślizgu, udało mu się ukończyć rywalizację w czołowej dziesiątce, na ósmym miejscu. Po pierwszym ślizgu plasował się na czwartym miejscu ze stratą 0,05 sekundy do Aleksandra Trietjakowa. Kolejne rezultaty Austriaka były już słabsze – kolejno 6., 13. i 10. rezultat, przez co ostatecznie zajął ósme miejsce ze stratą 2,08 sekundy do złotego medalisty zawodów – Jona Montgomery’ego.
| Konkurencja    | Zawodnik              | Ślizg 1 | Ślizg 1 | Ślizg 2 | Ślizg 2 | Ślizg 3 | Ślizg 3 | Ślizg 4 | Ślizg 4 | Łącznie | Łącznie |
| Konkurencja    | Zawodnik              | Czas    | Miejsce | Czas    | Miejsce | Czas    | Miejsce | Czas    | Miejsce | Czas    | Miejsce |
| -------------- | --------------------- | ------- | ------- | ------- | ------- | ------- | ------- | ------- | ------- | ------- | ------- |
| Ślizg mężczyzn | Matthias Guggenberger | 52,75   | 4.      | 53,02   | 6.      | 53,03   | 13.     | 53,01   | 10.     | 3:31,81 | 8.      |

### Skoki narciarskie

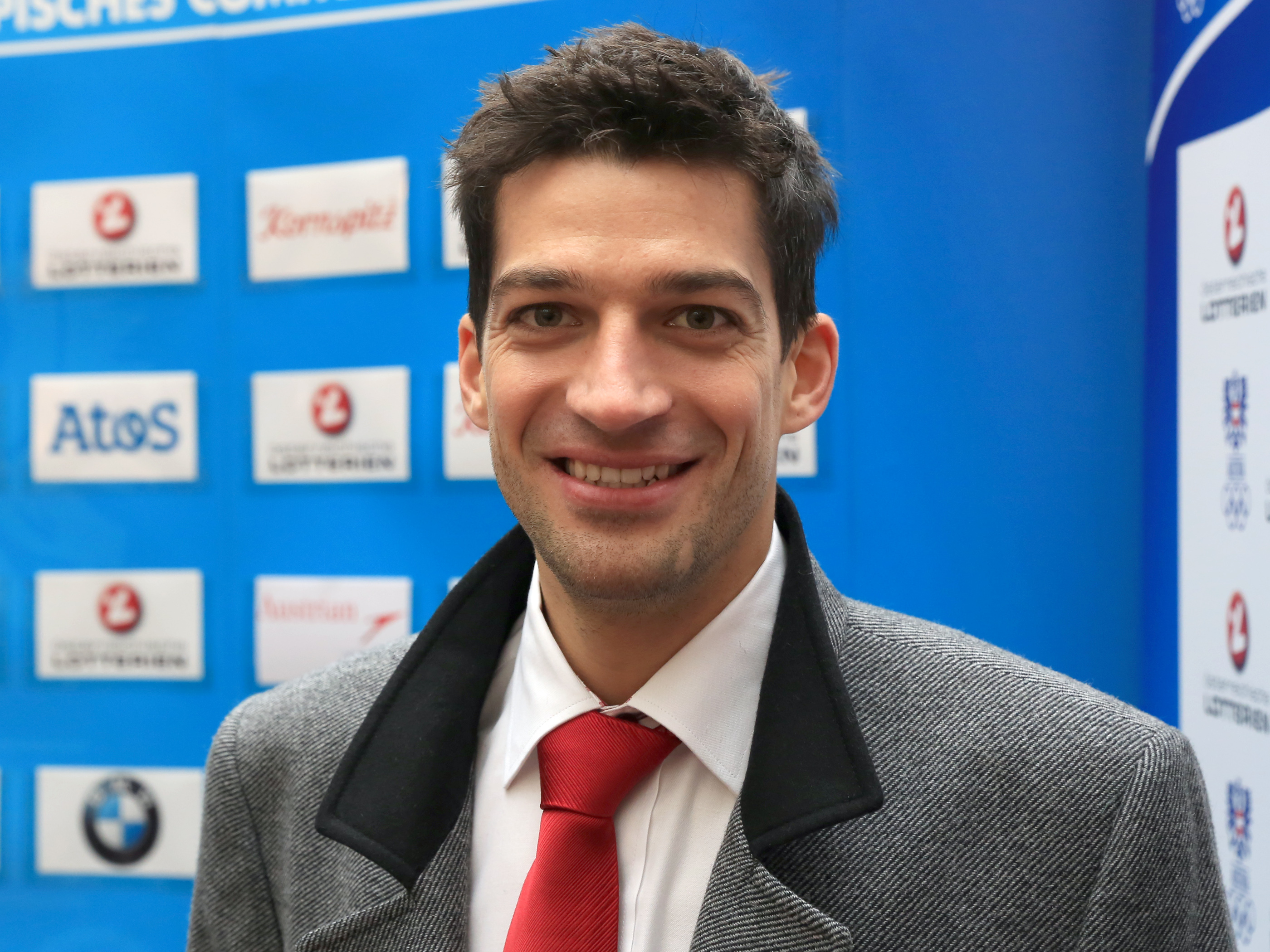
Andreas Kofler – mistrz olimpijski w drużynie podczas igrzysk w Vancouver

Kadrę austriackich skoczków narciarskich na igrzyska w Vancouver, prowadzoną przez trenera Alexandra Pointnera, stanowiło pięciu zawodników. W żadnym z trzech konkursów nie wystąpił Martin Koch. Austriaccy skoczkowie wywalczyli trzy medale – jeden złoty i dwa brązowe.
W obu konkursach indywidualnych, z uwagi na pozycję zajmowaną w Pucharze Świata, wszyscy czterej Austriacy mieli zagwarantowany udział w konkursie głównym i nie musieli brać udziału w serii kwalifikacyjnej. Dwukrotnym brązowym medalistą konkursów indywidualnych, zarówno na skoczni normalnej, jak i na dużej, został Gregor Schlierenzauer. W obu przypadkach przegrał z Simonem Ammannem i Adamem Małyszem. W zawodach na mniejszym obiekcie ósme miejsce zajął Thomas Morgenstern, jedenasty był Wolfgang Loitzl, a dziewiętnasty – Andreas Kofler, który dzielił tę pozycję z Janne Happonenem. W zawodach indywidualnych na dużej skoczni tuż za Schlierenzauerem uplasowali się Kofler i Morgenstern, a dziesiąty był Loitzl.
Wyrównany poziom wszystkich czterech skoczków pozwolił im zdobyć złoty medal w rywalizacji drużynowej. Austriacy zyskali przewagę nad drugą w klasyfikacji reprezentacją Niemiec, liczącą ponad 72 punkty. Tym samym zdobyli drugi w historii tytuł drużynowych mistrzów olimpijskich w skokach narciarskich dla Austrii.
| Konkurencja                              | Zawodnik                                                                | Kwalifikacje | Kwalifikacje | Kwalifikacje | Seria 1                 | Seria 1                       | Seria 1 | Seria 2                 | Seria 2                       | Seria 2 | Łącznie | Łącznie |
| Konkurencja                              | Zawodnik                                                                | Odległość    | Nota         | Miejsce      | Odległość               | Nota                          | Miejsce | Odległość               | Nota                          | Miejsce | Nota    | Miejsce |
| ---------------------------------------- | ----------------------------------------------------------------------- | ------------ | ------------ | ------------ | ----------------------- | ----------------------------- | ------- | ----------------------- | ----------------------------- | ------- | ------- | ------- |
| Konkurs indywidualny – skocznia normalna | Andreas Kofler                                                          | 105,0        | PQ           | PQ           | 98,0                    | 121,0                         | 17.     | 98,5                    | 120,5                         | 21.     | 241,5   | 19.     |
| Konkurs indywidualny – skocznia normalna | Wolfgang Loitzl                                                         | 103,5        | PQ           | PQ           | 100,0                   | 124,5                         | 12.     | 102,5                   | 130,5                         | 8.      | 255,0   | 11.     |
| Konkurs indywidualny – skocznia normalna | Thomas Morgenstern                                                      | 105,5        | PQ           | PQ           | 102,0                   | 130,0                         | 4.      | 101,5                   | 128,5                         | 11.     | 258,5   | 8.      |
| Konkurs indywidualny – skocznia normalna | Gregor Schlierenzauer                                                   | 107,0        | PQ           | PQ           | 101,5                   | 128,0                         | 7.      | 106,5                   | 140,0                         | 2.      | 268,0   | 3.      |
| Konkurs indywidualny – skocznia duża     | Andreas Kofler                                                          | 125,5        | PQ           | PQ           | 131,5                   | 127,2                         | 4.      | 135,0                   | 134,0                         | 4.      | 261,2   | 4.      |
| Konkurs indywidualny – skocznia duża     | Wolfgang Loitzl                                                         | 125,5        | PQ           | PQ           | 129,5                   | 124,1                         | 6.      | 121,5                   | 106,2                         | 22.     | 230,3   | 10.     |
| Konkurs indywidualny – skocznia duża     | Thomas Morgenstern                                                      | 129,5        | PQ           | PQ           | 129,5                   | 123,6                         | 7.      | 129,5                   | 123,1                         | 7.      | 246,7   | 5.      |
| Konkurs indywidualny – skocznia duża     | Gregor Schlierenzauer                                                   | 134,5        | PQ           | PQ           | 130,5                   | 125,4                         | 5.      | 136,0                   | 136,8                         | 2.      | 262,2   | 3.      |
| Konkurs drużynowy – skocznia duża        | Wolfgang Loitzl Andreas Kofler Thomas Morgenstern Gregor Schlierenzauer | —            | —            | —            | 138,0 132,0 135,5 140,5 | 140,4 126,1 135,9 144,9 547,3 | 1.      | 138,5 142,0 135,0 146,5 | 141,8 138,6 135,0 145,2 560,6 | 1.      | 1107,9  | 1.      |

### Snowboarding
Kadrę austriackich snowboardzistów na igrzyskach w Vancouver tworzyło czternaścioro zawodników – siedem kobiet i siedmiu mężczyzn. Wystąpili oni w snowboard crossie i slalomie gigancie równoległym, żaden Austriak nie wystartował natomiast w halfpipie. Reprezentanci Austrii zdobyli dwa medale w snowboardingu – wicemistrzem olimpijskim w slalomie gigancie równoległym mężczyzn został Benjamin Karl, a brązowy medal w tej samej konkurencji wśród kobiet zdobyła Marion Kreiner. Ponadto jeszcze ośmiokrotnie Austriacy plasowali się w pierwszej dziesiątce zawodów. Szóste miejsce w snowboard crossie mężczyzn zdobył Lukas Grüner, a w slalomie gigancie równoległym kobiet – Ina Meschik. W obu tych konkurencjach także na siódmym miejscu zostali sklasyfikowani Austriacy – Mario Fuchs wśród mężczyzn i Claudia Riegler wśród kobiet.
Podczas jednego ze zjazdów treningowych wstrząśnienia mózgu i ogólnych potłuczeń doznała Manuela Riegler. Obrażenia te nie pozwoliły zawodniczce wystartować w snowboard crossie, mimo że została zgłoszona do udziału w tej konkurencji.
| Konkurencja                       | Zawodnik           | Kwalifikacje | Kwalifikacje | Kwalifikacje | Kwalifikacje | 1/8 finału | Ćwierćfinały | Półfinały | Finały |
| Konkurencja                       | Zawodnik           | Zjazd 1      | Zjazd 2      | Łącznie      | Miejsce      | 1/8 finału | Ćwierćfinały | Półfinały | Finały |
| --------------------------------- | ------------------ | ------------ | ------------ | ------------ | ------------ | ---------- | ------------ | --------- | ------ |
| Snowboard cross kobiet            | Doresia Krings     | 1:36,55      | 1:28,98      | 1:28,98      | 10.          | —          | 3.           | NQ        | 10.    |
| Snowboard cross kobiet            | Maria Ramberger    | 1:43,54      | 1:33,08      | 1:33,08      | 16.          | —          | 4.           | NQ        | 16.    |
| Snowboard cross kobiet            | Manuela Riegler    | DNS          | DNS          | DNS          | DNS          | —          | NQ           | NQ        | DNS    |
| Snowboard cross mężczyzn          | Mario Fuchs        | 1:21,84      | 1:21,53      | 1:21,53      | 5.           | 2.         | 1.           | 4.        | 7.     |
| Snowboard cross mężczyzn          | Lukas Grüner       | 1:22,04      | 1:24,35      | 1:22,04      | 12.          | 1.         | 2.           | 3.        | 6.     |
| Snowboard cross mężczyzn          | Markus Schairer    | 1:29,56      | 1:23,33      | 1:23,33      | 21.          | 3.         | NQ           | NQ        | 23.    |
| Slalom gigant równoległy kobiet   | Doris Günther      | 40,52        | 42,68        | 1:23,20      | 3.           | P          | NQ           | NQ        | 9.     |
| Slalom gigant równoległy kobiet   | Marion Kreiner     | 40,63        | 41,89        | 1:22,52      | 1.           | W          | W            | P         | 3.     |
| Slalom gigant równoległy kobiet   | Ina Meschik        | 42,43        | 42,08        | 1:24,51      | 11.          | W          | P            | NQ        | 6.     |
| Slalom gigant równoległy kobiet   | Claudia Riegler    | 41,08        | 42,66        | 1:23,74      | 7.           | W          | P            | NQ        | 7.     |
| Slalom gigant równoległy mężczyzn | Siegfried Grabner  | DNF          | DNS          | DNF          | NQ           | NQ         | NQ           | NQ        | DNF    |
| Slalom gigant równoległy mężczyzn | Benjamin Karl      | 38,24        | 39,21        | 1:17,45      | 4.           | W          | W            | W         | 2.     |
| Slalom gigant równoległy mężczyzn | Andreas Prommegger | 37,64        | 38,85        | 1:16,49      | 1.           | DSQ        | NQ           | NQ        | 9.     |
| Slalom gigant równoległy mężczyzn | Ingemar Walder     | 40,68        | DSQ          | DSQ          | NQ           | NQ         | NQ           | NQ        | 29.    |

## Sytuacja po zawodach

### Wypowiedzi członków kadry olimpijskiej
Po zajęciu czwartego miejsca w zjeździe, Mario Scheiber skomentował swój występ w następujący sposób:

Trzeba przyznać, że czwarte miejsce na olimpiadzie ma bardzo gorzki smak, bo to najbardziej niewdzięczne miejsce. Wiem, gdzie straciłem dwanaście setnych, które zabrakło do brązowego medalu. Byliśmy bardzo blisko siebie. Dałem z siebie wszystko, ale niestety to nie wystarczyło.

Po zdobyciu przez Christopha Sumanna srebrnego medalu olimpijskiego w biathlonowym biegu pościgowym mężczyzn jego trener, Reinhard Gösweiner, powiedział:

To jest jak sen, nie mogę w to uwierzyć. Pokazaliśmy, że mamy silną psychikę i potrafimy kontratakować po słabym występie w sprincie. Jestem po prostu szczęśliwy.

Sam Christoph Sumann skomentował swój występ w taki sposób:

W Salt Lake City byłem zbyt młody, w Turynie zbyt słaby. Srebro – obłęd, jestem oniemiały, nie spodziewałem się tego. Muszę jednak przyznać, że dużą rolę odegrał doskonale przygotowany sprzęt, narty jechały niesamowicie. Bardzo marzyłem o medalu i to zgubiło mnie w sprincie, teraz będzie już tylko łatwiej.

Wicemistrzyni olimpijska w saneczkarskich jedynkach, Nina Reithmayer, po zdobyciu medalu powiedziała:

Powiedziałam wcześniej, że chciałabym zdobyć jakiś medal, ale nie spodziewałam się, że zdobędę srebro. Muszę teraz jeszcze więcej pracować i utrzymać ten poziom w nadchodzących latach. Mamy świetny zespół i wspaniałego trenera, dzięki czemu możemy w saneczkarstwie dokonać wiele dla austriackiego sportu.

Po indywidualnym konkursie skoków na skoczni dużej, w którym Gregor Schlierenzauer zdobył brązowy medal, zawodnik udzielił wywiadu, w którym powiedział:

Nie jestem zadowolony z pierwszego skoku. Mam tu problemy z pozycją dojazdową i ich rozwiązanie jest teraz najważniejsze. Cieszę się jednak, że mam medal, ale z drugiej strony trochę boli, bo wiem, że mogłem dziś trzymać złoto. Szkoda mi Andreasa Koflera, ale taki jest sport. Byłoby super, gdybyśmy obydwaj, a mieszkamy w jednym pokoju, wieczorem mogli się powymieniać medalami. Ale w konkursie drużynowym pokażemy na co nas stać.

Trener reprezentacji narodowej w skokach narciarskich, Alexander Pointner, skomentował występ swojego podopiecznego w następujący sposób:

Gregor jest znakomitym sportowcem. On ma jakiś dar czucia tego, czego nie widzą i nie czują inni. To pozwoli mu na osiągnięcie jeszcze większego sukcesu. Gregor ma psychikę silną jak mało który zawodnik, to daje mu możliwość na znalezienie sił i motywacji do walki do samego końca. Ponadto ma świetne warunki fizyczne, które sprawdzają się zarówno w skokach, jak i w lotach. Jeśli będzie kontynuował drogę, którą sobie obrał, i nie przydarzy się żadna poważna kontuzja, Gregor pobije wszystkie rekordy Małysza, Nykänena i Ahonena.

Mistrzyni olimpijska w supergigancie, Andrea Fischbacher, udzieliła wywiadu, w którym powiedziała:

Dziękuję wszystkim tym, którzy mnie wspierali. Dziękuję również Kanadzie za to, że mogłam tu wygrać. To był najlepszy dzień w moim życiu. Nie ma słów, które wyraziłyby to, co czuję.

### Oglądalność transmisji telewizyjnych
Największą oglądalność transmisji telewizyjnych w ogólnokrajowej stacji Österreichischer Rundfunk (ORF) odnotowano podczas zawodów w slalomie gigancie mężczyzn. Rywalizację alpejczyków oglądało wówczas ok. 1 305 000 widzów. Na drugim miejscu pod względem oglądalności znalazł się zjazd mężczyzn (ok. 1 262 000 widzów), a na trzecim zjazd kobiet (ok. 1 247 000 widzów). W pierwszej dziesiątce najliczniej oglądanych transmisji znalazły się tylko dwie konkurencje niealpejskie – były to dwa konkursy skoków narciarskich na dużej skoczni – indywidualny i drużynowy. Łącznie transmisje telewizyjne w dniach od 12 do 28 lutego obejrzało ok. 5 542 000 widzów, co stanowiło 78% krajowej populacji w wieku od 12 lat.